# Königs Wusterhausen

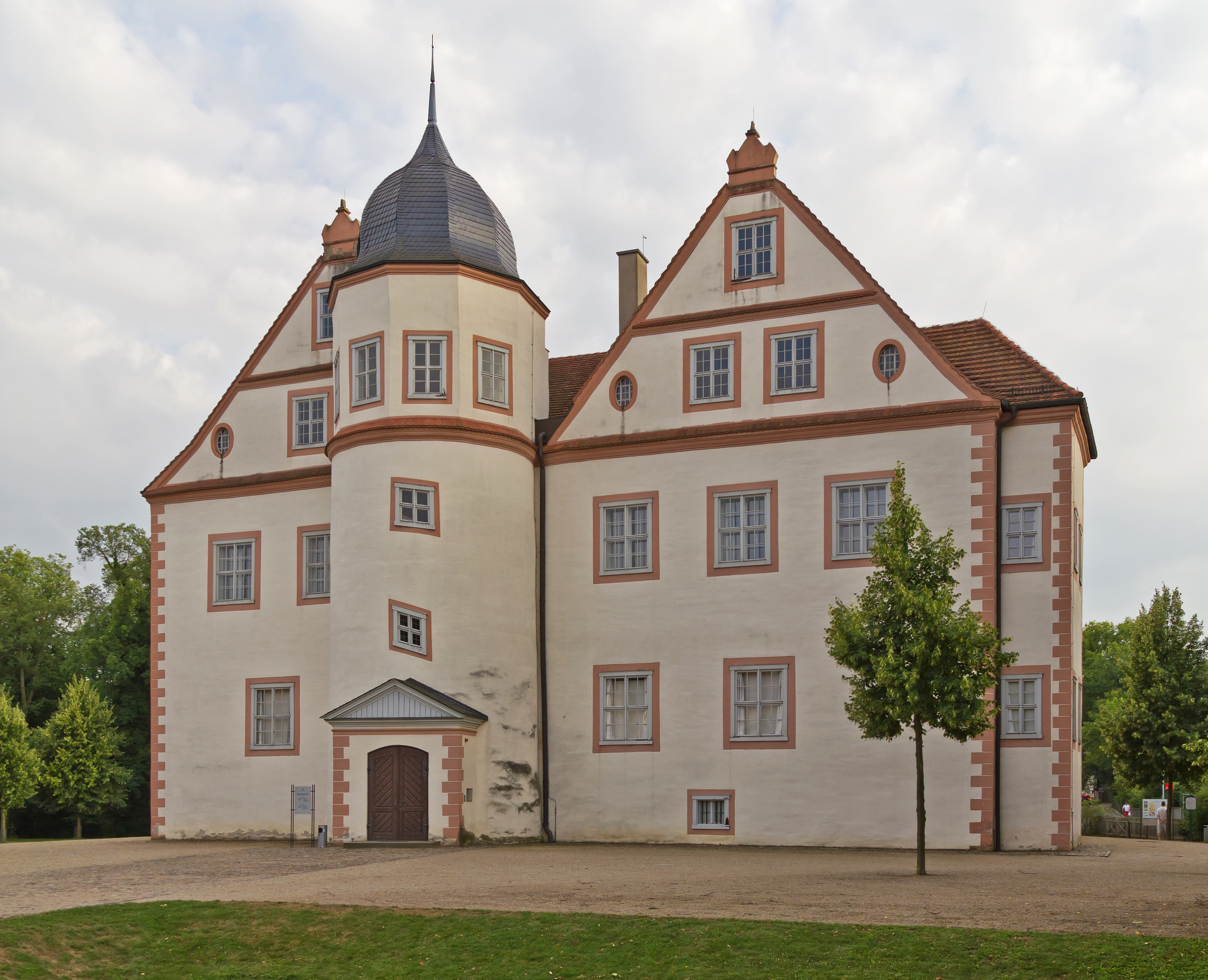
Schloss Königs Wusterhausen

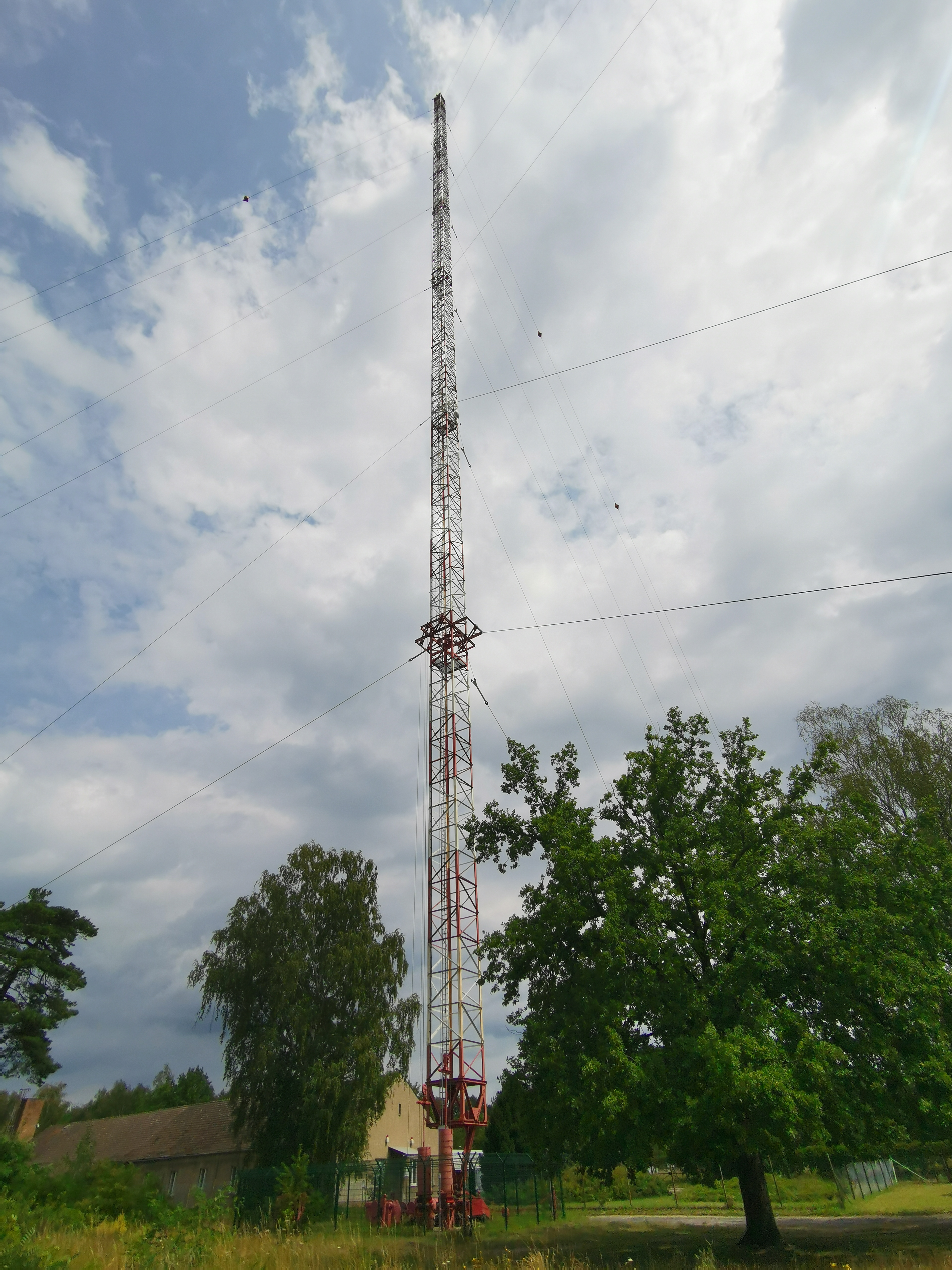
Einziger noch erhaltener Sendemast auf dem Funkerberg

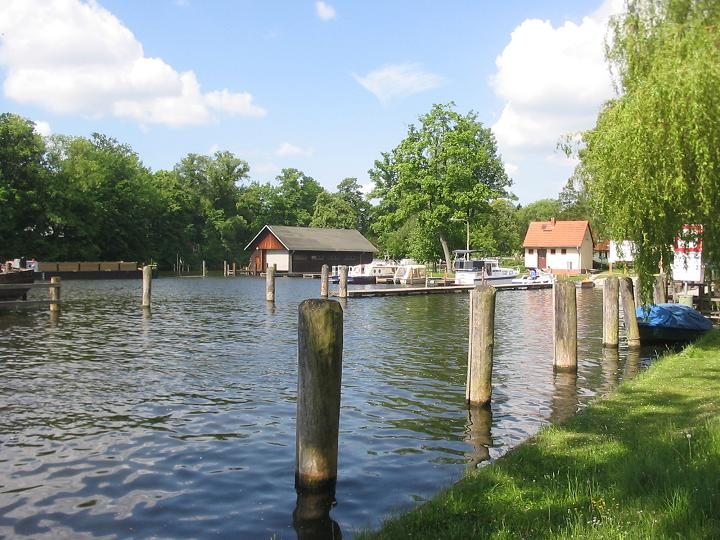
Dahme an der Schleuse Neue Mühle

Königs Wusterhausen (bis 1718 Wendisch Wusterhausen, niedersorbisch Parsk) ist eine Große kreisangehörige Stadt mit knapp 40.000 Einwohnern im Landkreis Dahme-Spreewald in Brandenburg. Die Mittelstadt liegt im Süden des Berliner Ballungsraums.
Eine regionale gebräuchliche Abkürzung für Königs Wusterhausen ist ‚KW‘ (gesprochen: „ka-we“).

## Geographie
Das Stadtzentrum von Königs Wusterhausen liegt südöstlich der Berliner Stadtgrenze am Zusammenfluss des Nottekanals und der Dahme. Zum Berliner Zentrum sind es rund 36 km (Potsdamer Platz). Deutlich weiter entfernt liegen die Landeshauptstadt Potsdam (rund 57 km) westlich von Königs Wusterhausen bzw. die Kreisstadt Lübben (Spreewald) (rund 53 km) südlich der Stadt. Im direkten Agglomerationsbereich von Berlin gelegen, ist Königs Wusterhausen durch eine günstige Verkehrslage das gewachsene Zentrum im bevölkerungsreichen Norden des Kreises, in dem rund 110.000 der knapp 162.000 Einwohner des Landkreises leben.
Königs Wusterhausen reicht von Wildau im Norden bis Bestensee im Süden und von Mittenwalde im Westen bis Heidesee im Osten. Die Stadt grenzt im Norden an den Berliner Ortsteil Schmöckwitz, im Nordosten an Gosen-Neu Zittau und Spreenhagen, im Osten an Heidesee, im Süden an Bestensee, im Südwesten an Mittenwalde sowie im Westen an Wildau und Zeuthen.
Ebenfalls hat Königs Wusterhausen mit dem Stadtteil Niederlehme einen Bundesautobahnzugang an der A 10 und liegt rund 1,5 km von dem A10 Center in Wildau entfernt.

## Stadtgliederung
Königs Wusterhausen ist die größte Stadt im Landkreis Dahme-Spreewald. Neben den Ortsteilen Deutsch Wusterhausen und Neue Mühle fanden durch die Gemeindereform 2003 sieben Eingemeindungen statt. Seitdem wurden neben Diepensee die zum ehemaligen Amt Unteres Dahmeland gehörenden eigenständigen Gemeinden Zeesen, Kablow, Niederlehme, Senzig, Wernsdorf und Zernsdorf zu neuen Ortsteilen der Stadt. Sie wählen eigene Ortsbeiräte sowie einen Ortsbürgermeister.
Zur Stadt Königs Wusterhausen gehören seitdem folgende Ortsteile, bewohnte Gemeindeteile und Wohnplätze (in Klammern sorbische Bezeichnungen):
- Königs Wusterhausen (Parsk) mit den Gemeindeteilen Deutsch Wusterhausen und Neue Mühle
- Diepensee
- Kablow (Kobłow)
- Niederlehme (Nižše Łomy) mit dem Gemeindeteil Ziegenhals (teilw. zu Wernsdorf)
- Senzig mit den Wohnplätzen Bindowbrück und Siedlung Waldesruh
- Wernsdorf (Wernaŕejce) mit dem Gemeindeteil Ziegenhals (teilw. zu Niederlehme)
- Zeesen mit dem Gemeindeteil Körbiskrug und den Wohnplätzen Am Steinberg, Neu Kamerun und Steinbergsiedlung
- Zernsdorf mit dem Gemeindeteil Kablow-Ziegelei (Kobłow-Cyglownja) und dem Wohnplatz Uckley (Huklej)

Mit der Reform im Jahre 2003 hat sich die Einwohnerzahl nahezu verdoppelt und die Fläche versechsfacht. Eine Besonderheit stellt der Ortsteil Diepensee dar. Dabei handelt es sich um eine 2003 fertiggestellte, neu angelegte Siedlung, in die die Bewohner der ehemaligen gleichnamigen Gemeinde umgesiedelt wurden, nachdem das alte Diepensee zugunsten der Erweiterung des Flughafens Berlin-Schönefeld aufgegeben werden musste.

## Geologie

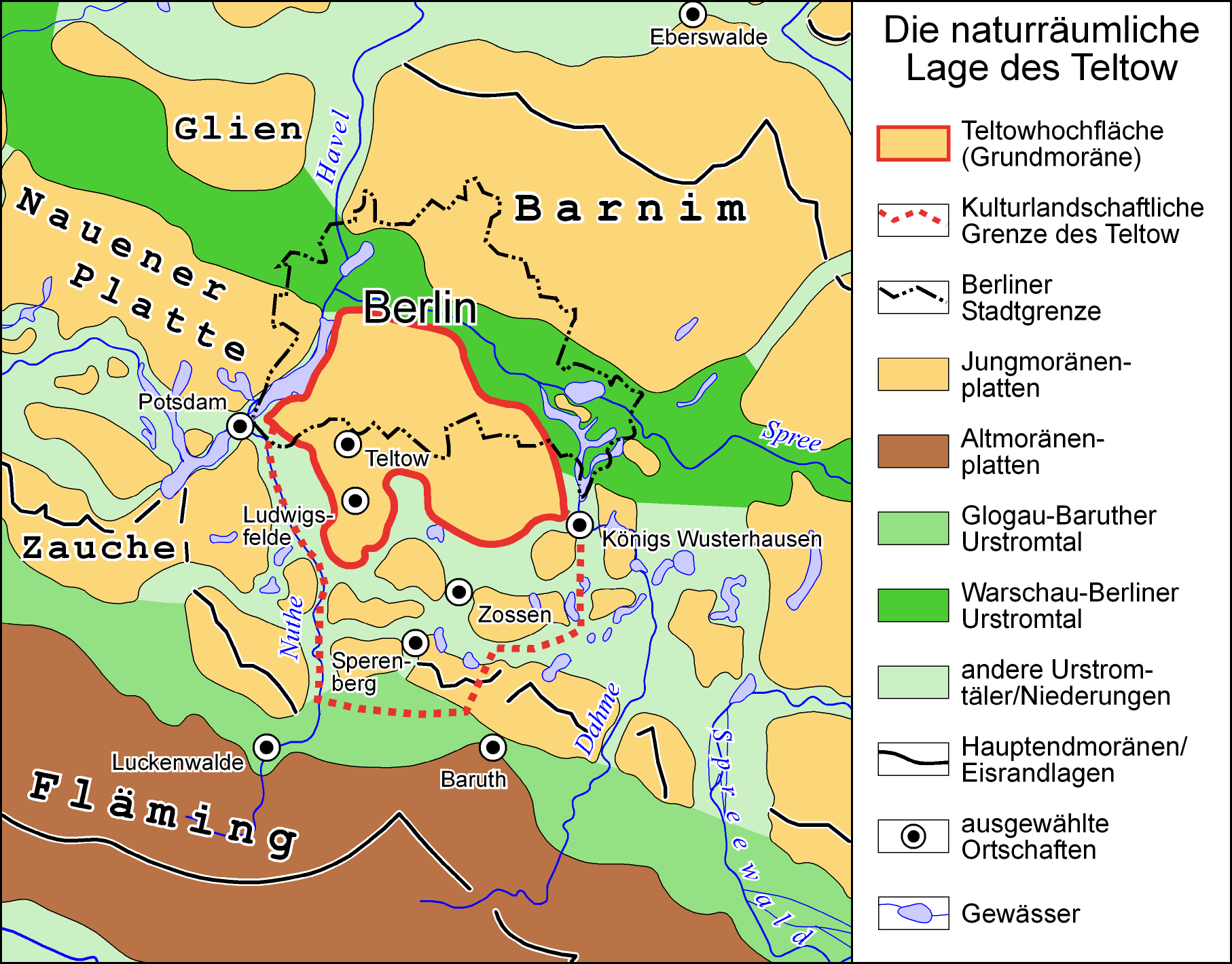
Naturräumliche Lage des Teltow

Königs Wusterhausen liegt in den Niederungen zwischen den Höhenzügen des Teltow und der Beeskower Platte, dem Dahmeland. Dabei durchzieht die kulturlandschaftliche Grenze des Teltow die Stadt von Süden nach Norden. Entsprechend war die Gegend um die Stadt sehr durch Moore bzw. Moorwiesen geprägt.
Die Erdschichten in und um Königs Wusterhausen stammen vornehmlich aus dem Pleistozän und Holozän. Der Aufbau beträgt zwei Schichten Ton (Geschiebeton und geschiebefreien Ton), die durch Sandschichten voneinander getrennt sind und von einer starken Schicht Kies, Sand und lehmigen Sandes bedeckt werden. Der hiesige Ton umschloss nicht selten neben Kreide- und Feuersteinbrocken auch Bernstein. Der Ton galt als qualitativ sehr gut und die Vorkommen als reichhaltig. Die daraus gewonnenen Ziegel hatten eine recht helle weiße Farbe sowie einen guten Klang und weder Ausschlag noch Salpeteransätze nach der Verarbeitung aufgewiesen. Daneben befindet sich bei Körbiskrug ein Süßwasserbecken aus der Diluvialzeit. Westlich der Stadt findet sich eine Hochfläche mit nordischem Kalkstein bzw. laut Berghaus Wiesenkalk aus der Zeit des Silur.
Trotz einer für Brandenburg hohen Bevölkerungsdichte sind große Flächen der Stadt Gewässer und Wälder. Große Gewässer stellen der Zeesener See, der Krüpelsee, der Krossinsee sowie der Große Zug dar. Hinzu kommen viele kleinere Seen, der Oder-Spree-Kanal im Ortsteil Wernsdorf, die Dahme, die sich durch fast alle Ortsteile zieht, und der Nottekanal. Große bewaldete Gebiete stellen die Senziger Heide, der Tiergarten in Neue Mühle und der Friedersdorfer Forst dar. Letzterer bedeckt bis auf den besiedelten Uferbereich das komplette Stadtgebiet zwischen der Autobahn A 10, dem Oder-Spree-Kanal und den Gewässern Krossinsee und Großer Zug.

## Geschichte

### Namensentstehung
Im Zusammenhang mit der erstmaligen Erwähnung um 1320 wurde der Ort hus to wusterhusen genannt. Der Name wurde aus dem slawischen ‚Vostroźn‘ eingedeutscht; vostrog wurde ein mit Palisaden befestigter Platz genannt. Im Niedersorbischen jedoch heißt Königs Wusterhausen ‚Parsk‘, das ein altpolabisches Wort für Wüstung ist.
Sowohl Theodor Fontane als auch Heinrich Berghaus beschrieben die Entwicklung des Namens folgendermaßen:
Der ursprüngliche Name des Ortes war Wustrow, was in slawischen Dialekten so viel bedeutet wie ‚Werder‘ oder ‚Insel‘ bzw. laut Fontane ‚umflossener Ort‘. Dies ist dahingehend schlüssig, da die ursprüngliche Burg auf einem Werder in der Notte als Wasserburg zum Schutze des Übergangs über die Notte errichtet wurde. Als die Deutschen in das Land kamen, entstand neben Wendisch-Wustrow der eigenständige Ort Deutsch-Wustrow, deren Namen später zu Wusterhausen germanisiert wurden. Wendisch Wusterhausen wird in den Landbüchern anfänglich auch lateinisch Wusterhuse Slavica bzw. die dazugehörige Burg Castrum Wusterhuse und die deutsche Siedlung Wusterhuse Teutonica genannt. Anfang des 18. Jahrhunderts wurde die ausgebaute Burg dann in Königs Wusterhausen umbenannt, während die umliegende Wirtschaft vorerst den Namen Wendisch-Wusterhausen behielt. Zuerst wurde der umliegende Flecken in Klein-Wusterhausen umbenannt und hat erst langsam bis in die Mitte des 19. Jahrhunderts den Namen Königs Wusterhausen angenommen. So spricht Bratring in seinem 1805 erschienenen Buch ebenfalls noch von Klein-Wusterhausen.

### Frühgeschichte und Mittelalter

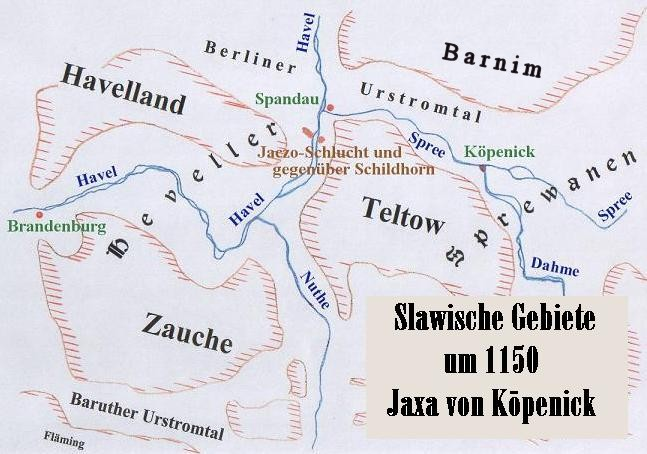
Slawische Gebiete um 1150

Im Zuge der Völkerwanderung erreichten die Sprewanen den Berliner Raum im Gebiet der Flüsse Dahme, Spree und Notte. Wann der Ort bzw. die Burg Wostrów gegründet wurde, lässt sich heute nicht mehr sagen. Allerdings spricht der polnische Historiker Wilhelm Bogusławski im Band 4 seines Buches Geschichte der nordwestlichen slawischen Völker bis zur Hälfte des 13. Jahrhunderts im Zusammenhang mit dem Schutz vor den Überfällen des Markgrafen von Brandenburg auf das Gebiet des Jacza von Köpenick von zwei Burgen: Wostrów (Wusterhausen) im Grenzgebiet Dęby (Dahme) und Chudowina (Mittenwalde) im Grenzgebiet Sosny (Zossen), die die Angreifer von der angrenzenden Lausitz fernhalten sollten. Es ist also sehr wahrscheinlich, dass eine slawische Burg an der heutigen Stelle des Schlosses bereits im 12. Jahrhundert einen Übergang über die Notte beschützte.
Im Zusammenhang mit der Belehnung der Herzöge Rudolf I. und Wenzel von Sachsen (-Wittenberg) durch die Äbtissin Jutta von Quedlinburg wurden der Ort (‚hus to wosterhusen‘) und die Burg am 19. September 1320 erstmals urkundlich erwähnt.
Um 1377 wurden Ort und Burg als Lehensbesitz der Adelsfamilie von Schlieben erworben.
Die Burg und die Siedlung Wusterhausen waren seit den Eroberungen durch die Askanier im 12./13. Jahrhundert bis ins 15. Jahrhundert Teil des Grenzgebietes zwischen der Mark Brandenburg und der Mark Lausitz. Erst mit der Abtretung der Herrschaft Teupitz im Jahr 1431 gehörte das Gebiet vollständig zur Mark Brandenburg.
Nachdem der Ort als Teil des Landes Teltow ab 1422 von der Äbtissin des Stifts Quedlinburg als Lehnsherrschaft beansprucht wurde, ist dieses Lehen 1440 auch durch eine Notiz im „kurmärk. Lehnscopialbuche“ bestätigt.
Laut Heinrich Berghaus’ Landbuch der Mark Brandenburg und des Markgrafthums Niederlausitz waren die Schlieben aber 1451 immer noch oder wieder Lehnsherren der hiesigen Ortschaften. Karl Friedrich von Klöden erklärt diesen Widerspruch damit, dass Kurfürst Friedrich II. die Ansprüche der Äbtissin abschlägig beschied.
Das Rittergeschlecht der Schenken von Landsberg und Seyda erwarb die hiesigen Dörfer samt Burg im Jahr 1475. Von da an hieß das Herrschaftsgebiet Schenkenländchen.

### Neuzeit bis zum Soldatenkönig
Im Jahr 1500 ließ sich erstmals der Besitz Wendisch Wusterhausens durch die Schenken von Landsberg zu Teupitz nachweisen.
Im Verlauf des Dreißigjährigen Krieges wurde Wusterhausen 1643 durch schwedische Soldaten verwüstet. Dabei wurde der Ort, aufgrund seiner verkehrlich vorteilhaften Lage als geschützte Flussquerung, ein leichteres Ziel militärischer Truppen. Solche Städte und Flecken waren im Teltow allgemein stärker von Verwüstung getroffen als Ortschaften abseits der großen Straßen, geschützt durch Wasser und Sumpf.
Am 14. Oktober 1669 erwarb Geheimrat Friedrich von Jena Schloss und Dorf Wendisch Wusterhausen.

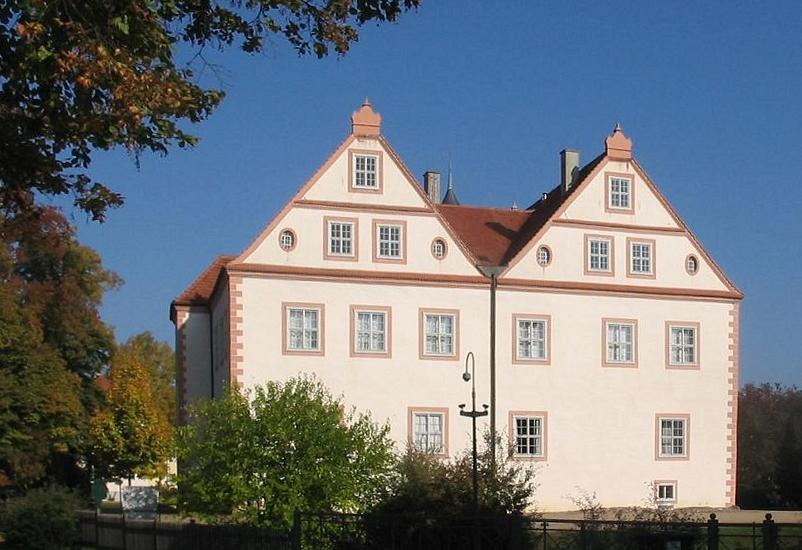
Schloss Königs Wusterhausen

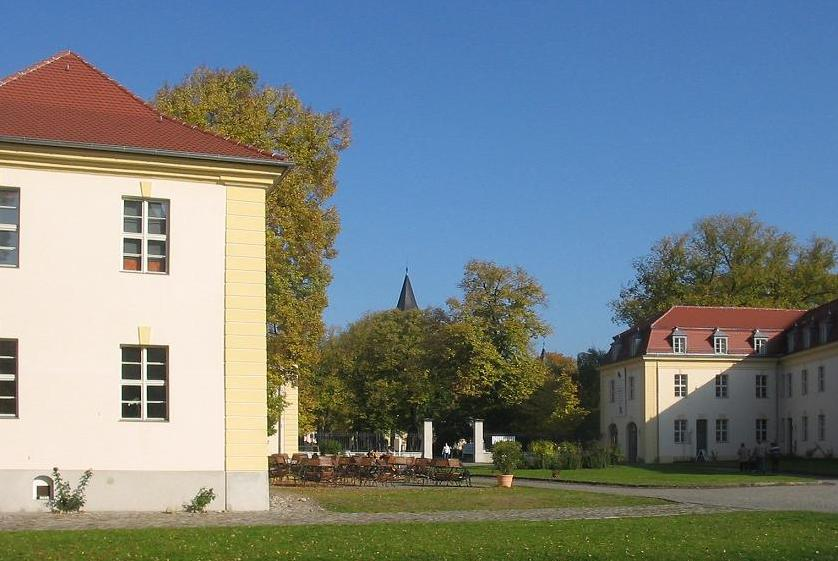
Kavaliershäuser des Schlosses mit Schlosshof

Das Amtsgericht Königs Wusterhausen während der Sanierung 2020

Karte der Umgebung von Wusterhausen (um 1750)

Anfang Juli 1682 erwarb der Große Kurfürst Ort und Schloss für seinen Sohn, den Kurprinzen Friedrich (ab 1688 Kurfürst Friedrich III. und als König in Preußen ab 1701 Friedrich I.). Am 24. Dezember 1698 erhielt wiederum dessen Sohn Kurprinz Friedrich Wilhelm (der spätere König Friedrich Wilhelm I., der Soldatenkönig) zum zehnten Geburtstag das Schloss einschließlich der dazugehörigen Güter von seinem Vater geschenkt.
1701 gründete der Kurprinz seine Kompanie der „Langen Kerls“.
In den Jahren 1713–1718 wurde das Schloss Wusterhausen zum Jagdschloss umgebaut.
1718 wurde Wendisch Wusterhausen anlässlich der Einweihung des königlichen Jagdschlosses in Des Königs Wusterhausen umbenannt.
1726 wurde hier der Vertrag von Wusterhausen geschlossen, der ein Bündnis zwischen Preußen und Österreich beinhaltete.
1730 unterzeichnete Friedrich Wilhelm I. im Jagdschloss das Todesurteil für Leutnant Katte.
Die Herrschaft Königs Wusterhausen wurde 1786 als Gut verpachtet.
Friedrich von Raumer war Leiter des Departements der Domänenkammer Wusterhausen von 1806 bis 1809 und beschrieb Königs Wusterhausen auf Grund der Anwesenheit von typisch großstädtischen Beamten wie eines Superintendenten, eines Oberamtmannes, eines Postsekretärs und eines Justizbeamten als „eigentümlichen Ort, der weder eine Stadt, noch ein Flecken, noch ein Dorf ist“.
1819 bestand Königs Wusterhausen aus einer Kirche und 56 Häusern, die 302 Einwohner beherbergten. Hier befand sich ebenso ein Postamt, von dem der Postkurs von Berlin über Cottbus und Hoyerswerda nach Dresden ging, und ein hier startender Postkurs nach Spremberg existierte.
1832 erhielt Königs Wusterhausen das Marktrecht.
1840 ordnete König Friedrich Wilhelm IV. die Renovierung des Jagdschlosses an, nachdem Friedrich II. ab 1740 für den Ort seiner schrecklichen Kinder- und Jugendzeit keine Mittel mehr zur Verfügung gestellt hatte.

### Industrialisierung und Belebung im 19. Jahrhundert
1846 wurden die zuvor als prinzliche Kammern anvertrauten Domainen und Forsten als königliche Hausdomain geführt. Die Domain Königs Wusterhausen bestand damals aus einem Direktor, zwei Kammerräten, einem Forstrat und einem Bauinspektor. Zur Verwaltung gehörten:
- 14 Domainenämter (sieben aus Teltow, sieben aus Beeskow-Storkow)
- vier Oberförstereien (je zwei aus Teltow und Beeskow-Storkow)
- Justiz und Kameraljustiz in den 14 Ämterdistrikten durch zwei Justizbeamte (siehe auch: Geschichte des Amtsgerichts Königs Wusterhausen)

1848 entstand in Königs Wusterhausen die erste Bürgervertretung, nachdem Friedrich Wilhelm IV. am 3. Mai 1847 das „Statut für den Flecken Königs-Wusterhausen“ unterschrieben hatte. In diesem 19 Paragraphen umfassenden Statut waren die Anzahl, die Wahl, die Länge der Legislaturperiode und die Entlohnung der Volksvertreter festgelegt. Das Statut sah vor, dass der Ortsvorstand aus dem Ortsvorsteher und drei Gerichtsmännern besteht, wobei der Ortsvorstand vom Rentamt Königs Wusterhausen gewählt wurde. Dem Ortsvorstand standen von den eingesessenen Einwohnern gewählte „Communal-Verordnete“ bei. Für je fünf Großeigentümer (> 600 Taler) bzw. zwölf Kleineigentümer wurde ein Verordneter entsandt.
1850 hatte Königs Wusterhausen 1000 Einwohner und Postkurse nach Berlin, Mittenwalde und über Wendisch Buchholz nach Cottbus. König Wilhelm I. sorgte ab 1861 durch Jagden und das Tabakskollegium für eine weitere Belebung des Jagdschlosses und des Ortes.
1855 hatte Königs Wusterhausen bereits zwei Schulhäuser, ein Wirtshaus, einen Schäfer- und einen Fischerhof. Die Bewohner arbeiteten hauptsächlich in den nahen Ziegeleien oder betrieben Kleingewerbe. Landwirtschaft wurde hauptsächlich nebenbei betrieben. Die Superintendentur Königs Wusterhausen umfasste 1855 acht Pfarrsysteme mit ihren 14 Tochterkirchen:
- Buchholz
- Gräbendorf
- Kiekebusch
- Münchehofe
- Selchow
- Teupitz
- Waltersdorf
- Königs Wusterhausen

Für seine Wanderungen durch die Mark Brandenburg besuchte Theodor Fontane Königs Wusterhausen 1862. 1866 endete die zehnjährige Begradigung des Nottekanals unter anderem mit dem Einbau einer modernen Schleuse in Königs Wusterhausen.
1867 wurde die 1865 begonnene Eisenbahnlinie Berlin–Königs Wusterhausen–Cottbus–Görlitz fertiggestellt.
1872 wurde die erste Königs Wusterhausener Zeitung mit dem Namen Intelligenzblatt für Königs Wusterhausen und Umgebung herausgegeben.
Im Dezember 1883 veranstaltete der preußische König Wilhelm I. gemeinsam mit dem Großherzog von Sachsen-Weimar-Eisenach Carl Alexander und dem Herzog von Sachsen-Altenburg Ernst I. bei Königs-Wusterhausen eine Jagd.
1894 erfolgte die Eröffnung der Kleinbahn Königs Wusterhausen – Mittenwalde – Töpchin und 1898 die der Strecke Königs Wusterhausen–Beeskow.

### 20. Jahrhundert und jüngste Vergangenheit

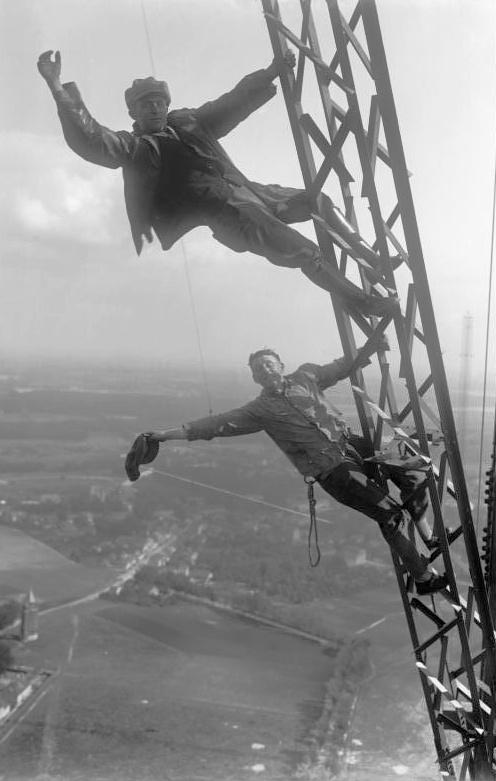
Arbeiter auf dem Funkturm 1925

Seit 1901 gibt es in Königs Wusterhausen ein Blindenheim, gestiftet von dem Hamburger Großkaufmann Hermann Schmidt. Seit 1952 existiert auf dem Gelände eine Blindenschule mit Internat, die zur Zeit der DDR die einzige Schule war, an der blinde Kinder das Abitur ablegen konnten. Im Jahr 1913, also kurz vor dem Ersten Weltkrieg, fand die letzte kaiserliche Hofjagd in der Dubrow statt.
Im Ersten Weltkrieg wurden die vorhandenen Betriebe auf kriegswirtschaftliche Produktion umgestellt, so arbeiteten vor allem Frauen im weiteren Verlauf des Krieges z. B. in der Königs Wusterhausener Pulverfabrik. 1915 wurde auf dem Windmühlenberg, dem späteren „Funkerberg“, eine Heeresfunkstelle eingerichtet. Mithilfe der vier installierten Lichtbogensender konnten nun von hier aus Heeresberichte übertragen und Telegramme ins Ausland geschickt werden. Darüber hinaus wurden die Gemeinde und ihr näheres Umfeld als Produktionsstätte für militärische Flugobjekte genutzt. Am 1. April 1916 wurde in Zeesen eine Luftschiffwerfthalle des Unternehmens Luftschiffbau Schütte-Lanz errichtet. In der Werft wurden bis Kriegsende die Luftschiffe SL 12, SL 17 und SL 21 hergestellt. Bis März 1918 wurden in Zeesen 100 Flugzeuge und bis Ende 1918 sogar 500 Flugzeuge fertiggestellt. In dieser Zeit wurden in Königs Wusterhausen mehrere Gefangenenlager errichtet, in denen bis zu 200 französische und russische Kriegsgefangene untergebracht waren.
Nach dem Ersten Weltkrieg profitierte Königs Wusterhausen vom technischen Fortschritt: 1920 wurde der erste deutsche Rundfunksender auf dem „Funkerberg“ in Betrieb genommen. Von diesem Sender Königs Wusterhausen aus sendeten der Presserundfunk, ab 1922 der Wirtschaftsrundfunk und ab 1923 der Unterhaltungsrundfunk, also das, was man später unter dem Begriff ‚Radio‘ verstand.
Der Ort wurde seitdem häufig synonym mit dem Funkturm betrachtet. 1957 schrieb die Neue Zeit:

„Die Königs Wusterhausener sind es schon gewohnt, in den Himmel zu schauen. Einmal sind es die großen, schlanken Funktürme, die die Augen zum Hinschauen locken, ein andermal sind es die schlanken und lautlosen gelben Vögel, die über Niederlehme aufsteigen und stolz ihre Kreise ziehen.“

Damit waren die Segelflieger gemeint.
Königs Wusterhausen bekam 1935 das Stadtrecht verliehen, während die Stadt 6000 Einwohner zählte. 1937 wurde die katholische Kirche St. Elisabeth gebaut und geweiht und 1938 der Berliner Autobahnring eingeweiht. Im Jahr 1944 wurde am Güterbahnhof ein KZ-Außenlager des KZ Sachsenhausen für Juden und Polen errichtet, die in der Rüstungs- und kriegswichtigen Produktion unter unmenschlichen Bedingungen Zwangsarbeit verrichten mussten. Der Tod von vier Frauen und einem Säugling ist dokumentarisch belegt. Das Lager wurde im April 1945 von der Roten Armee befreit. Im Jagdschloss wurde die sowjetische Kommandantur eingerichtet. Einschließlich der Flüchtlinge zählte die Stadt 9000 Einwohner.
Ein Jahr nach Ende des Zweiten Weltkriegs fanden 1946 die ersten freien Wahlen statt. Die Liberaldemokraten gingen dabei knapp als Sieger hervor und stellten mit Willi Hein den ersten Bürgermeister nach dem Krieg.
Im Jahr 1961 wurde mit der Stadterweiterung durch Neubaugebiete zwischen der Cottbuser und der Luckenwalder Straße begonnen. Begünstigt wurde dies durch die 1951 erfolgte Eröffnung des elektrischen Fahrbetriebs der S-Bahn über die Berliner Stadtbahn nach Falkensee und die Ernennung zur Kreisstadt im gleichnamigen Kreis des Bezirks Potsdam im Jahr darauf.
Am 14. August 1972 ereignete sich in einem Waldstück östlich der Stadt der Unfall auf dem Interflug-Flug 450/742. Dabei stürzte eine Il-62 mit 156 Personen an Bord ab, von denen keine das Unglück überlebte. Bis heute ist dies der folgenschwerste Flugunfall auf deutschem Staatsgebiet. Im November 1972 stürzte mit dem Mittelturm das markanteste Bauwerk der Sendeanlage während des Orkans Quimburga ein.
Die weitere Zeit bis zum Ende der DDR wurde durch das Wachstum der Stadt geprägt. So kam man durch die Eingemeindung des Dorfes Deutsch Wusterhausen im Jahr 1974 und die Ausweisung weiterer Neubaugebiete beiderseits der Luckenwalder Straße im Jahr 1989 auf eine Einwohnerzahl von rund 19.000. 1975 wurde in der Stadt das Militärtechnische Institut (MTI) eingerichtet, eine Forschungseinrichtung der NVA mit mehreren hundert Mitarbeitern. Ansonsten blieb die Stadt bis auf das Wehrkreiskommando von NVA-Dienststellen frei.
Seit der Kreisreform 1993 ist Königs Wusterhausen keine Kreisstadt mehr. Dennoch teilt sich die Stadt die Ämter auf Kreisebene mit der Kreisstadt Lübben. In Königs Wusterhausen sind dabei u. a. das zuständige Finanzamt, die momentan einzige Jugendarrestanstalt Brandenburgs sowie das Amtsgericht verblieben. Ab 1995 bildete Königs Wusterhausen zusammen mit Wildau ein Mittelzentrum in Funktionsteilung. Mit der Verordnung zur Neuordnung im Jahr 2009 hat die Stadt neben weiteren 33 Städten in Brandenburg die vollständige Funktion eines Mittelzentrums.

### Eingemeindungen
Bis heute kam es zu diversen Eingemeindungen:
1898 wurde der 1375 erstmals erwähnte ehemalige Gutsbezirk Neue Mühle eingemeindet. Erst gut 75 Jahre später, am 1. Januar 1974, folgte Deutsch Wusterhausen. Nach der Wiedervereinigung wurden Kablow (niedersorbisch Kobłow), Niederlehme, Senzig, Wernsdorf, Zeesen und Zernsdorf (alle am 26. Oktober 2003) und ein Teil der ehemaligen Gemeinde Diepensee (am 29. Februar 2004) eingemeindet. Diepensee musste dem Flughafen Berlin Brandenburg weichen und wurde im Gemeindegebiet wieder aufgebaut.

## Bevölkerungsentwicklung

### 1624–1945
| Jahr | Einwohner |
| ---- | --------- |
| 1624 | 35        |
| 1643 | 10        |
| 1685 | 40        |
| 1700 | 80        |
| 1750 | 0 221     |
| 1800 | 0 284     |
| 1801 | 0 302     |
| 1826 | 0 239     |
| 1837 | 0 560     |

| Jahr | Einwohner |
| ---- | --------- |
| 1850 | 1000      |
| 1856 | 1049      |
| 1868 | 0 1200    |
| 1875 | 0 1811    |
| 1885 | 0 1969    |
| 1890 | 0 2334    |
| 1891 | 2463      |
| 1900 | 3486      |

| Jahr | Einwohner |
| ---- | --------- |
| 1910 | 0 4382    |
| 1911 | 4568      |
| 1925 | 5153      |
| 1933 | 5661      |
| 1935 | 6000      |
| 1939 | 6562      |
| 1944 | 8611      |
| 1945 | 9000      |

Jeweiliger Gebietsstand

### 1946–1989
| Jahr      | Einwohner |
| --------- | --------- |
| Okt. 1946 | 06.614    |
| Aug. 1950 | 06.846    |
| 1951      | 08.000    |
| 1964      | 08.938    |
| 1967      | 10.139    |
| 1968      | 10.245    |
| 1969      | 10.280    |
| 1970      | 10.378    |
| 1971      | 10.918    |

| Jahr | Einwohner |
| ---- | --------- |
| 1972 | 10.931    |
| 1973 | 10.861    |
| 1974 | 11.825    |
| 1975 | 11.915    |
| 1976 | 12.040    |
| 1977 | 12.025    |
| 1978 | 12.142    |
| 1979 | 13.818    |
| 1980 | 15.005    |

| Jahr      | Einwohner |
| --------- | --------- |
| Jun. 1981 | 15.896    |
| 1982      | 18.497    |
| 1983      | 18.951    |
| 1984      | 19.116    |
| 1985      | 19.111    |
| 1986      | 19.085    |
| 1987      | 19.016    |
| 1988      | 18.888    |
| 1989      | 18.405    |

Jeweiliger Gebietsstand zum Dezember des Jahres (Quelle: Statistische Jahrbücher der DDR)

### Ab 1990
| Jahr  | Einwohner |
| ----- | --------- |
| 1990¹ | 18.130    |
| 1991  | 17.795    |
| 1992  | 17.805    |
| 1993  | 17.623    |
| 1994  | 17.542    |
| 1995  | 17.633    |
| 1996  | 17.805    |
| 1997  | 17.547    |
| 1998  | 17.422    |
| 1999  | 17.351    |

| Jahr | Einwohner |
| ---- | --------- |
| 2000 | 17.262    |
| 2001 | 17.306    |
| 2002 | 17.247    |
| 2003 | 32.199    |
| 2004 | 32.785    |
| 2005 | 33.092    |
| 2006 | 33.148    |
| 2007 | 33.221    |
| 2008 | 33.416    |
| 2009 | 33.762    |

| Jahr | Einwohner |
| ---- | --------- |
| 2010 | 33.981    |
| 2011 | 33.747    |
| 2012 | 33.975    |
| 2013 | 34.240    |
| 2014 | 34.795    |
| 2015 | 35.765    |
| 2016 | 36.468    |
| 2017 | 36.706    |
| 2018 | 37.190    |
| 2019 | 37.639    |

| Jahr | Einwohner |
| ---- | --------- |
| 2020 | 38.111    |
| 2021 | 38.283    |
| 2022 | 38.763    |
| 2023 | 38.949    |
| 2024 | 39.360    |

Gebietsstand des jeweiligen Jahres, Einwohnerzahl: Stand 31. Dezember, ab 2011 auf Basis des Zensus 2011, ab 2022 auf Basis des Zensus 2022
¹ 3. Oktober

### Ortsteile
Die Einwohner verteilen sich nach Angaben der Stadt wie folgt auf die einzelnen Ortsteile (Stand: 31. Dezember 2021):
| Ortsteil            | Einwohner | Bevölkerungsanteil |
| ------------------- | --------- | ------------------ |
| Königs Wusterhausen | 18.829    | 48,6 %             |
| Diepensee           | 00.352    | 00,9 %             |
| Kablow              | 00.940    | 02,4 %             |
| Niederlehme         | 03.263    | 08,4 %             |
| Senzig              | 03.460    | 08,9 %             |
| Wernsdorf           | 01.738    | 04,5 %             |
| Zeesen              | 05.808    | 15,0 %             |
| Zernsdorf           | 04.360    | 11,3 %             |
| Insgesamt           | 38.750    | 100 %              |

## Religionen und Weltanschauungen
Die meisten Einwohner sind konfessionslos.

### Christentum

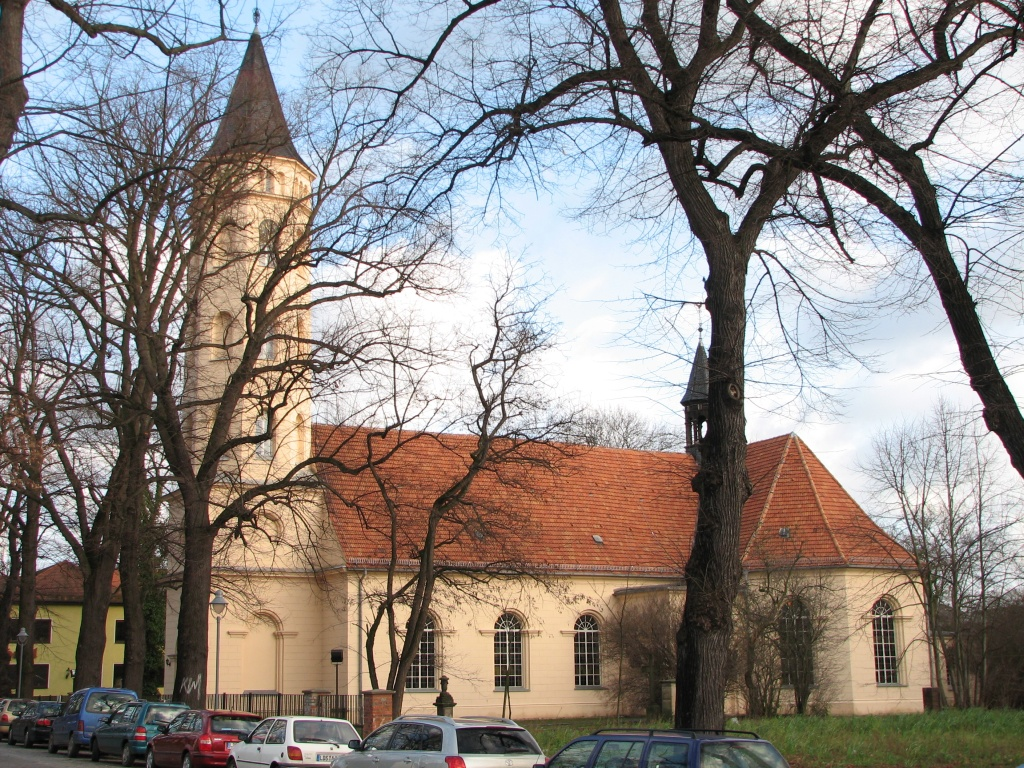
Evangelische Kreuzkirche

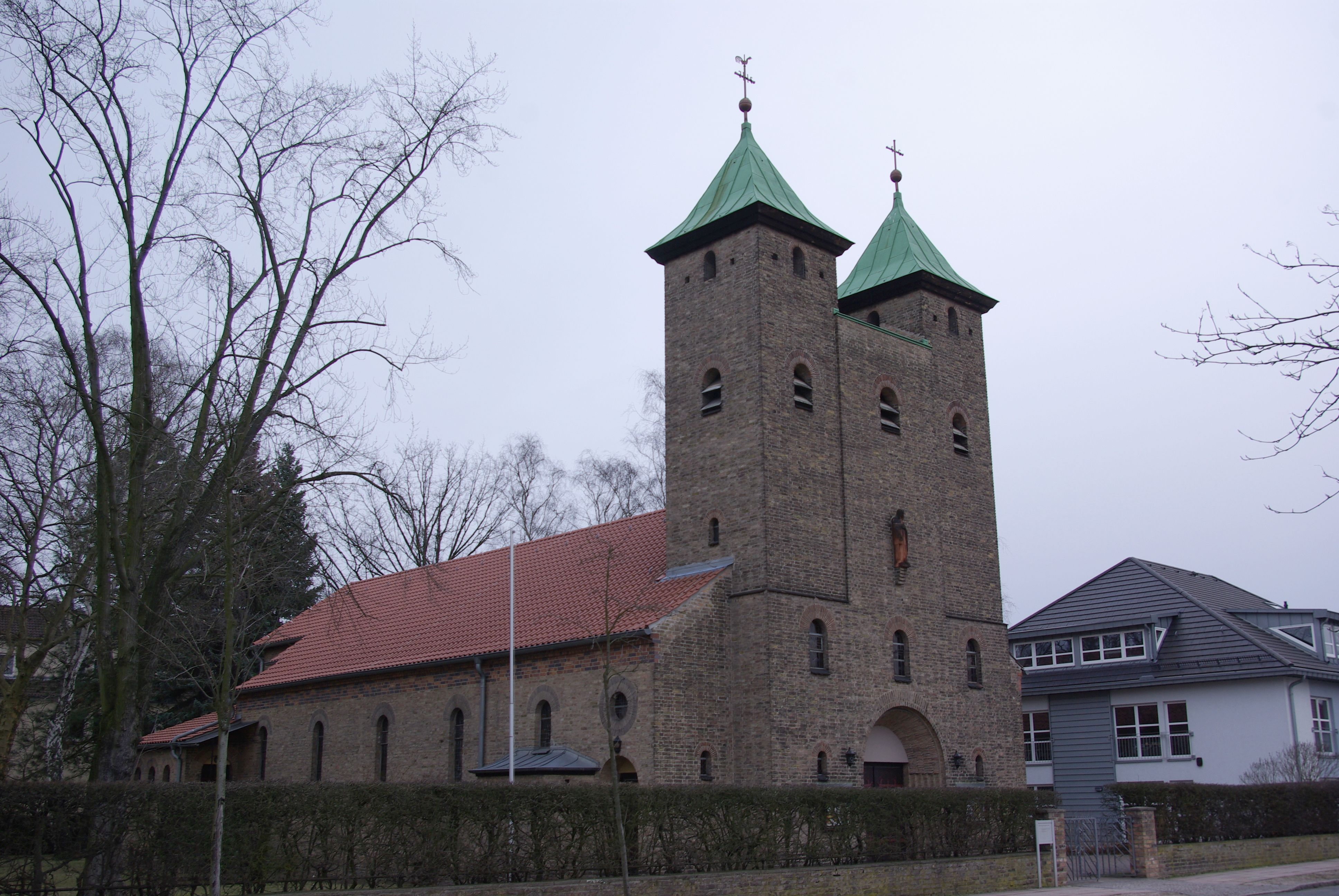
Katholische Kirche St. Elisabeth

In Königs Wusterhausen gibt es sowohl eine römisch-katholische als auch eine evangelische Kirchengemeinde. Die älteste Kirche im Stadtgebiet ist die Dorf- und Wehrkirche in Deutsch Wusterhausen aus dem 13. Jahrhundert.
1998 fusionierte der evangelische Kirchenkreis Königs Wusterhausen mit dem Kirchenkreis Berlin-Neukölln in der evangelischen Landeskirche Berlin-Brandenburg-schlesische Oberlausitz. Die Kirchengemeinden in Königs Wusterhausen, Deutsch Wusterhausen, Zeesen, Schenkendorf (Stadt Mittenwalde), Senzig, Zernsdorf und Niederlehme bilden dort heute die Region 9.
Die katholische Gemeinde St. Elisabeth (Königs Wusterhausen) fusionierte am 1. Januar 2021 mit der Pfarrei St. Antonius (Eichwalde) zur „Pfarrei zur Heiligen Dreifaltigkeit Königs Wusterhausen/Eichwalde“ im Erzbistum Berlin, die Pfarrkirche ist die Kirche St. Elisabeth.
Beide Gemeinden besitzen sehr aktive Jugendgruppen, die evangelische Junge Gemeinde und die katholische Jugend proFete.
Weiterhin gibt es im Stadtgebiet sechs weitere Freikirchen. Dies sind die Christusgemeinde und das Haus des Vaters (beide der Pfingstbewegung entsprungen) und die freie Baptistengemeinde Königs Wusterhausen in der Kernstadt, eine Mennonitengemeinde im Neubaugebiet, die Neuapostolische Gemeinde Königs Wusterhausen und die Evangelisch-Freikirchliche Gemeinde Zeesen (Baptisten).

### Judentum
Seit einiger Zeit gibt es wieder eine jüdische Gemeinde mit rund 55 Mitgliedern (Stand: 2008) in der Stadt. Die Gemeinde ist Mitglied des Landesverbandes der jüdischen Gemeinden Brandenburgs. Die Gemeinde verfügt über eine eigene Bibliothek und bietet neben einer Sozialberatung auch Unterricht durch einen Rabbiner an. Ebenfalls soll in Königs Wusterhausen in der Seestraße im Ortsteil Zeesen ein jüdischer Friedhof existiert haben, von dem allerdings das letzte Mal 1970 Grabsteinfragmente gefunden wurden.

## Politik

### Stadtverordnetenversammlung
Die Stadtverordnetenversammlung von Königs Wusterhausen besteht aus 36 Mitgliedern und dem hauptamtlichen Bürgermeister. Die Kommunalwahl am 9. Juni 2024 führte bei einer Wahlbeteiligung von 63,1 % zu folgendem Ergebnis:
| Partei / Wählergruppe                                    | Stimmenanteil 2019 | Sitze 2019 |  | Stimmenanteil 2024 | Sitze 2024 |
| -------------------------------------------------------- | ------------------ | ---------- |  | ------------------ | ---------- |
| AfD                                                      | 13,2 %             | 5          |  | 22,2 %             | 8          |
| SPD                                                      | 18,8 %             | 7          |  | 21,3 %             | 8          |
| CDU                                                      | 14,9 %             | 5          |  | 19,2 %             | 7          |
| Freie Unabhängige Wählergemeinschaft Königs Wusterhausen | 11,5 %             | 4          |  | 12,1 %             | 4          |
| Die Linke                                                | 11,9 %             | 4          |  | 06,0 %             | 2          |
| Bündnis 90/Die Grünen                                    | 08,4 %             | 3          |  | 04,8 %             | 2          |
| Wir für KW                                               | 08,6 %             | 3          |  | 03,9 %             | 1          |
| Bündnis Königs Wusterhausen – Vernunft und Gerechtigkeit | –                  | –          |  | 03,7 %             | 1          |
| Unabhängige Frauenliste Königs Wusterhausen              | 02,9 %             | 1          |  | 01,9 %             | 1          |
| FDP                                                      | 03,7 %             | 1          |  | 01,5 %             | 1          |
| BVB / Freie Wähler                                       | –                  | –          |  | 01,1 %             | 1          |
| Die PARTEI                                               | –                  | –          |  | 01,1 %             | –          |
| Bürger vor Ort                                           | 02,1 %             | 1          |  | 00,8 %             | –          |
| Einzelbewerberin Jessica Jung                            | –                  | –          |  | 00,4 %             | –          |
| Einzelbewerber Dirk Marx                                 | 02,3 %             | 1          |  | –                  | –          |
| Unabhängige Bürgerliste                                  | 01,6 %             | 1          |  | –                  | –          |
| Insgesamt                                                | 100 %              | 36         |  | 100 %              | 36         |

### Bürgermeister
- Gerhard Sudheimer (NSDAP; Mai 1934 – September 1939)[65]
- Willy Kamin (NSDAP; September 1939 – April 1945)[66]
- Ernst Dörre (April 1945 – Dezember 1945)
- Walter Gückler (Dezember 1945 – September 1946)
- Willi Hein (LDPD; September 1946 – Januar 1950)
- (?) Burmeister (Januar 1950 – August 1950)
- Adolf Pätzold (August 1950 – Mai 1951)
- Kurt Gumlich (Mai 1951–[?])
- (?) Fritze ([?] – Mai 1956)
- Frau(?) Müller (Mai 1956 – 1957)
- Artur Winklmann (SED; 1957 – Mai 1990)[67]
- Georg Lüdtke (SPD; Juni 1990 – Dezember 1991)
- Jochen Wagner (SPD; Februar 1992 – Februar 2002)
- Stefan Ludwig (PDS/Die Linke; März 2002 – Oktober 2009)
- Lutz Franzke (SPD; Oktober 2009 – Oktober 2017)
- Swen Ennullat (Freie Wähler KW; Oktober 2017 – März 2021)
- Michaela Wiezorek (Bündnis 21; ab Juli 2021)

Ennullat wurde in der Bürgermeisterstichwahl am 8. Oktober 2017 mit 71,5 % der gültigen Stimmen gewählt. Am 7. März 2021 führte ein Bürgerentscheid mit 63,5 % der Wählerstimmen zu seiner Abwahl.
Michaela Wiezorek (Bündnis 21) wurde am 4. Juli 2021 mit 52,6 % der gültigen Stimmen zu seiner Nachfolgerin gewählt. Ihre Amtszeit beträgt acht Jahre. Ennulat, der wieder als Kandidat angetreten war, erhielt 33,3 %.

### Wappen und Dienstsiegel
Das Wappen wurde am 3. Juli 1992 genehmigt.
Blasonierung: „In Silber stehend auf der nördlichen Erdhalbkugel mit grünem Wasser, goldenem Festland und schwarzem Grundnetz drei rote Sendetürme; ein hoher starker Stahlgittermast zwischen zwei kleineren seitlich verspannten.“
Die Stadt Königs Wusterhausen führt ein Dienstsiegel mit 20 mm oder 35 mm Durchmesser, das die Umschrift „STADT KÖNIGS WUSTERHAUSEN LANDKREIS DAHME-SPREEWALD“ sowie die laufende Nummer trägt.

### Städtepartnerschaften

Neues Rathaus von Königs Wusterhausen in der Schloßstraße 3, gegenüber dem Schloss

Königs Wusterhausen pflegt folgende Städtepartnerschaften:
 Příbram, Tschechien (September 1974)

 Bezirk Steglitz-Zehlendorf, Berlin (November 1988)

 Schiffdorf, Niedersachsen (Mai 1991 bis Juli 2018)

 Germantown, Vereinigte Staaten (September 1994)

 Hückeswagen, Nordrhein-Westfalen (Mai 2025)
Die Städtepartnerschaft zur mittelböhmischen Stadt Příbram umfasst vor allem den Austausch von Informationen sowie von Kultur und Sport.
Die Partnerschaft zum Berliner Bezirk Steglitz-Zehlendorf steht in Zusammenhang mit der Beziehung zum ehemaligen Bezirk Zehlendorf, der 2001 zum neuen Bezirk Steglitz-Zehlendorf fusioniert wurde. Entstanden sind die Kontakte nach einem Gespräch zwischen dem Staatsratsvorsitzenden der DDR, Erich Honecker, und dem Regierenden Bürgermeister von Berlin, Eberhard Diepgen, kommunale Kontakte zwischen West-Berliner Bezirken und Städten der DDR herzustellen. Inhalt der Partnerschaft ist auch hier der Austausch von Informationen sowie von Kultur und Sport.
Die Städtepartnerschaft mit der niedersächsischen Gemeinde Schiffdorf (Küstenkreis Cuxhaven) besteht mit der ehemaligen Gemeinde und heutigem Ortsteil Niederlehme. Inhalt der Partnerschaft ist das gegenseitige Kennen- und Verstehenlernen, Verwaltungshilfe sowie Erfahrungs-, Gedanken-, Kultur- und Sportaustausch.
Die Städtepartnerschaft zur US-amerikanischen Stadt Germantown im Bundesstaat Tennessee besteht aus dem Austausch von Informationen, Kultur und Sport. In regelmäßigem Abstand finden gegenseitige Besuche durch Schüler der beiden Städte statt.
Die freundschaftliche Verbindung zur Stadt Hückeswagen im Oberbergischen Kreis geht auf bereits vor der politischen Wende bestehende Kontakte zwischen den beiden evangelischen Kirchengemeinden zurück. 1988 besuchte erstmals der Posaunenchor der evangelischen Kirchengemeinde Hückeswagen die Stadt. Nach der Wende wurden diese Kontakte auf die Verwaltungen und die Feuerwehren beider Städte ausgedehnt. 1999 schenkten die Königs Wusterhausener den Hückeswagenern ein Stück der Berliner Mauer, das dort an zentraler Stelle aufgestellt wurde.

## Sehenswürdigkeiten und Kultur
In der Liste der Baudenkmale in Königs Wusterhausen und in der Liste der Bodendenkmale in Königs Wusterhausen sind die in der Denkmalliste des Landes Brandenburg eingetragenen Denkmäler verzeichnet.

### Bauwerke

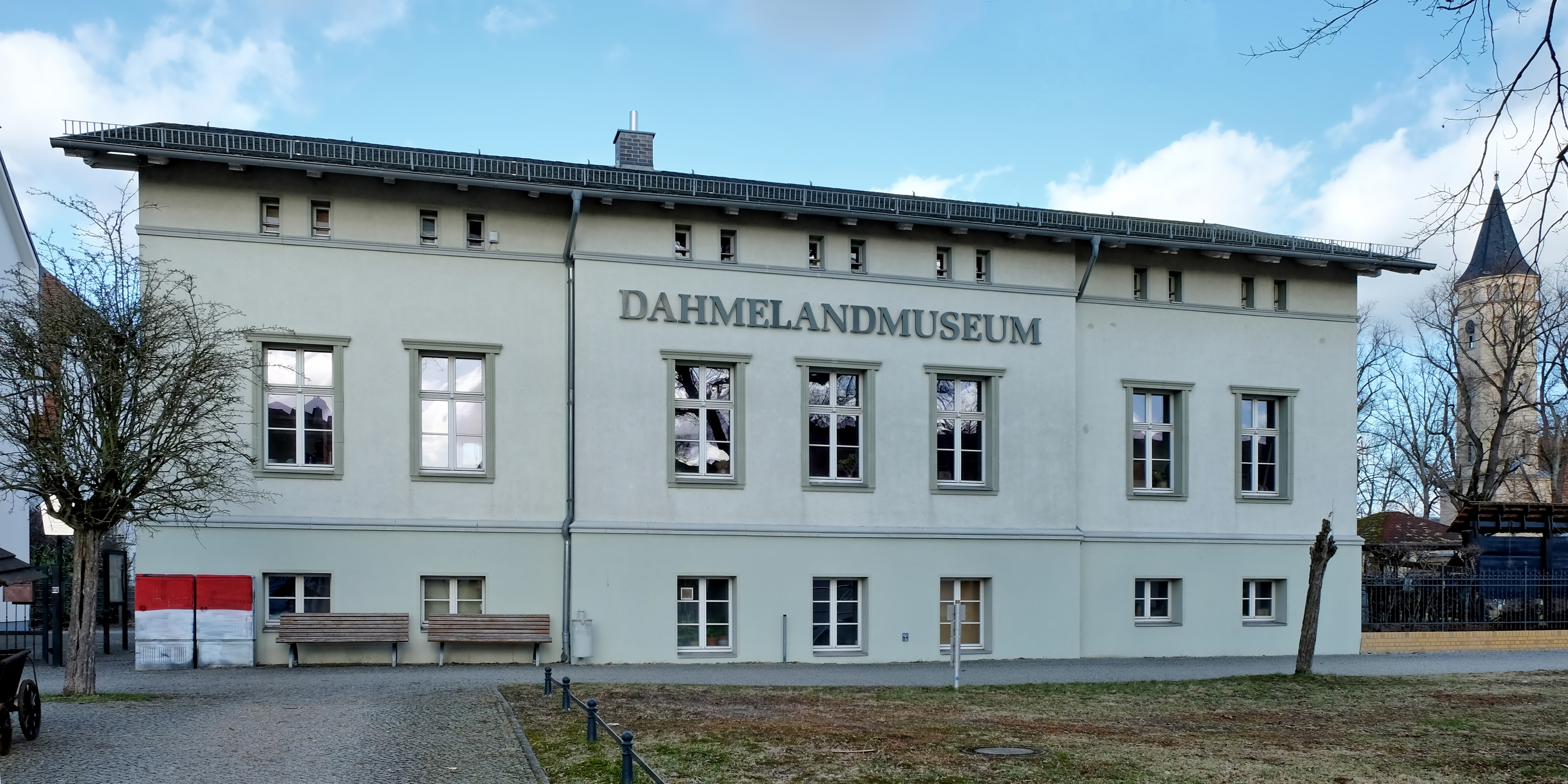
Heimatmuseum im ehemaligen Königlichen Forstamt

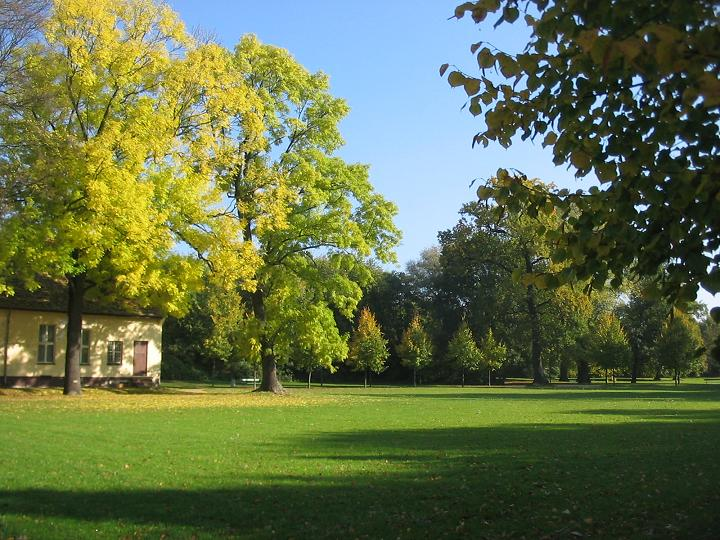
Schlosspark

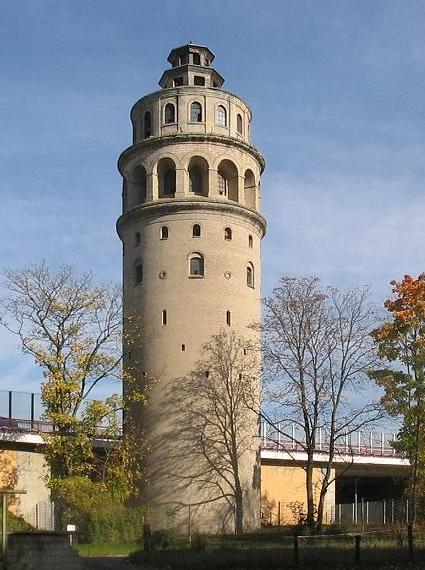
Wasserturm Niederlehme

- Schloss Königs Wusterhausen, ein Jagdschloss mit Schlosspark, bekannt als Lieblingsaufenthalt des Königs Friedrich Wilhelm I. von Preußen (siehe Tabakskollegium)
- Ehemaliges Königliches Forstamt aus dem Jahr 1869 auf dem Gelände des alten Gutshofs gegenüber dem Schloss
- Kreuzkirche, begonnen 1697, 1757/1758 vergrößert, 1821 Umbau durch Johann Albert Eytelwein, Neuverglasung 1949 durch drei Chor-Fenster und vier ornamentale Rundscheiben von Charles Crodel[76]
- Katholische Kirche St. Elisabeth, Namenspatronin ist die Heilige Elisabeth von Thüringen, Grundsteinlegung Anfang 1937, nach nur sechsmonatiger Bauzeit wurde die Kirche am 1. August 1937 durch Bischof Konrad Graf von Preysing geweiht
- Katholisches Pfarrhaus, erbaut 1899–1902, die katholischen Christen der Umgebung konnten hier bis 1937 in der St. Elisabeth-Kapelle ihren Gottesdienst abhalten, das Haus diente damals auch als Schulgebäude, heute Gemeinderaum
- Schleuse Neue Mühle (erstmals belegt 1739), Höhenunterschied 1,50 m
- Wasserturm (Baubeginn 1910, stillgelegt 1965), jetzt Café mit Biergarten und Ausstellungsflächen
- 210 Meter-Sendemast (Baujahr 1925)
- Bahnhof Königs Wusterhausen (Baujahr 1893)
- Bauensemble des Amtsgerichts Königs Wusterhausen inklusive Gerichtsbau und Arrestanstalt aus dem Jahr 1914
- Blindenschule, Fachwerkbau, der 1901 als erste Institution dieser Art für Blinde in Deutschland eröffnet wurde. Der Bau wurde durch die Stiftung von 500.000 Reichsmark durch den Hamburger Großkaufmann Hermann Wilhelm Schmidt und dessen Ehefrau möglich gemacht. Kaiser Wilhelm II. spendete ein Grundstück von rund zehn Morgen aus dem Hofkammergebiet.
- Gutsanlage Diepensee, die Ortslage Diepensee und mit ihr die Gutsanlage wurde im Zuge des Flughafenausbaus Anfang der 2000er Jahre abgetragen und vorher von den Bauhistorikern Yngve Jan Holland und Andreas Potthoff bauhistorisch untersucht und dokumentiert.
- Denkmalsanlage von 1974 in der Puschkinstraße neben dem Schloss für die Opfer des Faschismus
- Gedenken auf dem Friedhof an der Berliner Straße an 15 polnische Zwangsarbeiter aus einem Lager am Krebssee, die Gleisbau- und Fundamentierungsarbeiten verrichten mussten.
- Ehrenmal von 1952/1953 im Ortsteil Niederlehme auf dem Thälmann-Breitscheid-Platz für Opfer des Faschismus und zum Gedenken an drei Angehörige des kommunistischen Widerstandes, die 1944 im Zuchthaus Brandenburg ermordet wurden.
- Gedenkstein an der ehemaligen Ernst-Thälmann-Gedenkstätte am Sporthaus Ziegenhals, wo 1933 nach der Machtübertragung an Hitler das ZK der KPD zum letzten Mal tagte
- Niederlehmer Wasserturm, 1902 nach dem Vorbild des Istanbuler Galataturms aus Kalksandstein errichtet.

### Parks
Im Neubaugebiet wurde eine öffentliche Grünanlage errichtet. Weiterhin existiert mit dem Schlosspark eine weitere stark frequentierte öffentliche Parkanlage. Das Erholungsgebiet und heutige Naturschutzgebiet Tiergarten Neue Mühle ist ein historisches Jagdrevier, das noch 1800 direkt an den Schlosspark grenzte.

### Museen

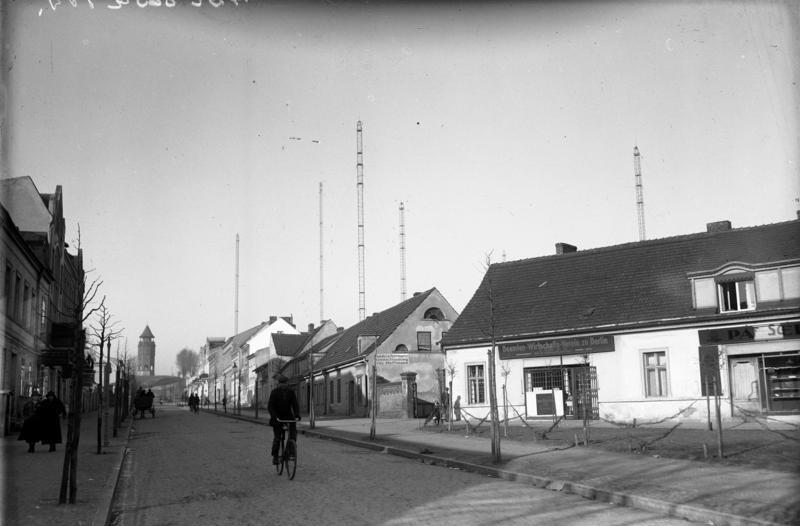
Blick auf die Funkmasten des Deutschlandsenders im Jahr 1926

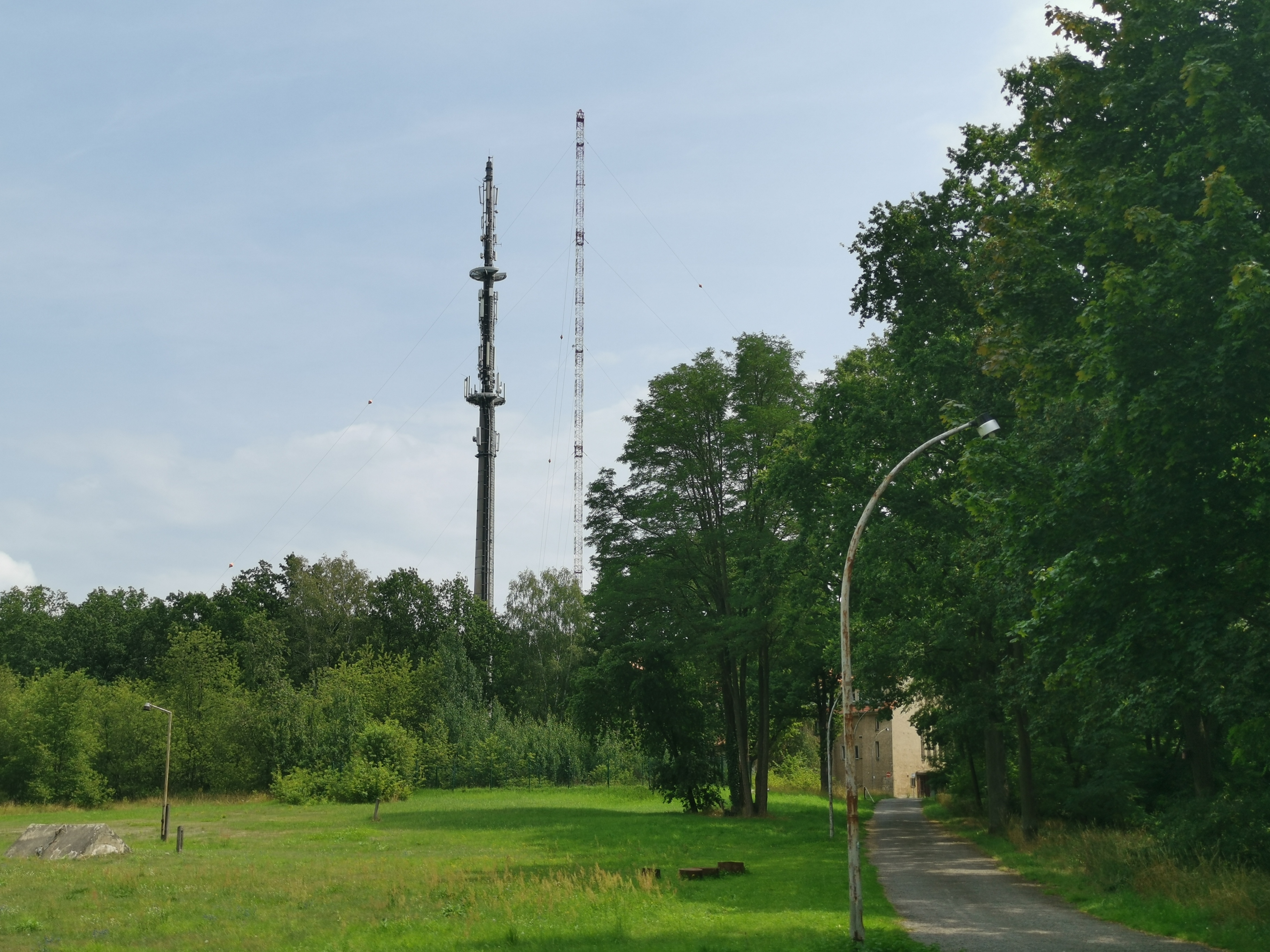
Funkerberg

- Auf dem Funkerberg befindet sich das derzeit geschlossene Sender- und Funktechnikmuseum Königs Wusterhausen. Am 22. Dezember 1920 wurden vom Funkerberg das erste Mal Musik und Sprache mit Hilfe der Funktechnik auf Welle 2400 (Langwelle) gesendet. Damit gilt Königs Wusterhausen als Wiege des deutschen Rundfunks.
- Das „Dahmelandmuseum“ ist ein Heimatmuseum im Gebäude des ehemaligen Königlichen Forstamtes, Schlossplatz 7. Es entstand ab 1990 auf Initiative interessierter Bürger, 1991 wurde der Heimat- und Museumsverein Königs Wusterhausen 1990 e. V. gegründet, 1996 wurde das Museum in dem historischen Gebäude eröffnet. Gezeigt werden Informationen über die Geologie der Region, die Ur- und Frühgeschichte und die weitere Entwicklung zur Stadt Königs Wusterhausen. Wohnräume, historisches Handwerk und Ausstattungsstücke der Dorfschule stammen sämtlich aus dem Ort und der Umgebung, sie repräsentieren die Verhältnisse der ersten Jahrzehnte des 20. Jahrhunderts, genauso wie historische landwirtschaftliche Maschinen auf einer Freifläche hinter dem Haus. In weiteren Räumen finden jährlich wechselnde Sonderausstellungen und Workshops – auch für Kinder – statt.

## Wirtschaft und Infrastruktur

### Wirtschaftliche Entwicklung
Historisch war die Gegend um Königs Wusterhausen landwirtschaftlich geprägt. Die Hofjagden Friedrich Wilhelm I. ließen am Ort verstärkt verschiedene Handwerker ansiedeln, welche am Hofe beschäftigt wurden. Laut von Zelditz waren um 1826 die Einwohner vornehmlich mit Tuch- und Leinweberei beschäftigt. Mit Beginn der Industrialisierung und dem rasanten Wachstum Berlins im 19. Jahrhundert entstanden in der Gegend Ziegeleien, die die Hauptstadt mit dringend benötigten Baumaterialien versorgten. Meyers Konversationslexikon von 1892 nennt neben der Mühle an der Notte Tapeten- und Putzfedernfabrikationen sowie zwei Maschinenbauanstalten als ansässige Wirtschaftsunternehmen. Einen weiteren Wachstumsimpuls brachte der Bau der Görlitzer Eisenbahn und 1897 die Gründung der Schwartzkopffwerke im benachbarten Wildau. Brockhaus’ Konversationslexikon nennt 1896 neben Mühlen und einer Brauerei Fabriken im Bereich Holzleisten, Maschinen und Hornwaren. Zu DDR-Zeiten wurde rund um Königs Wusterhausen das Kombinat Industrielle Mast als Musterbetrieb für die Hühnermastanlagen in der gesamten DDR entwickelt und konsequent ausgebaut. Bis 1990 firmierte der Betrieb als VEB Frischeier- und Broilerproduktion Königs Wusterhausen und war Teil des Kombinats Industrielle Tierproduktion. Im Ortsteil Zernsdorf wurde ein Schwellenwerk der Deutschen Reichsbahn betrieben. Trotz der Ansiedlung industrieller Betriebe war und ist der touristische Bereich ein wichtiger Zweig im Wirtschaftsmix von Stadt und Region.
Obwohl der Schwermaschinenbau und das Schwellenwerk nach der politischen Wende geschlossen bzw. konsequent Personal und Kapazität abbauen mussten, konnte sich die Wirtschaft der Stadt Königs Wusterhausen vergleichsweise positiv entwickeln. Die Erwerbssituation konnte sich in den letzten Jahren deutlich erholen, sodass die Arbeitslosenquote unter dem Durchschnitt der ostdeutschen Bundesländer liegt. Die Entwicklung der kommunalen Verschuldung wird nachfolgend aufgezeigt und bildet auch die wirtschaftliche Entspannung der Gemeinden im Speckgürtel um Berlin ab:
| Jahr | Schuldenstand (in Mio. €) | Pro-Kopf-Verschuldung (in €) |
| ---- | ------------------------- | ---------------------------- |
| 2004 | 46,64                     | 1432                         |
| 2005 | 44,18                     | 1339                         |
| 2006 | 41,32                     | 1250                         |
| 2007 | 39,56                     | 1190                         |
| 2008 | 37,32                     | 1118                         |
| 2009 | 32,14                     | 0959                         |
| 2010 | 30,95                     | 0910                         |
| 2011 | 25,98                     | 0762                         |
| 2012 | 24,66                     | 0728                         |
| 2013 | 21,87                     | 0640                         |
| 2014 | 16,89                     | 0490                         |
| 2017 | 13,08                     | 0357                         |

Der Hafen Königs Wusterhausen an der Mündung des Nottekanals in die Dahme

Die kommunale Verschuldung je Einwohner lag mit Stand 31. Dezember 2017 deutlich unter dem Landesdurchschnitt von 729 Euro.
Die wirtschaftliche Stabilität wird heute zu einem großen Teil durch Berufspendler nach Berlin begründet. Aber auch die günstige Lage zu Berlin ermöglicht die Ansiedlung von Gewerbebetrieben zur Güterverteilung in der Umgebung. Zusammen mit den Gemeinden Wildau und Schönefeld bildet Königs Wusterhausen den Regionalen Wachstumskern „Schönefelder Kreuz“. Dieser wird in seiner Entwicklung hauptsächlich durch den neuen Flughafen Berlin-Brandenburg-International und die flughafenaffinen Branchen bestimmt. Zusätzlich besitzt Königs Wusterhausen gemeindeübergreifend mit Wildau den umschlagstärksten Binnenhafen in den neuen Bundesländern.
Eine Maßnahme des Regionalen Wachstumskerns ist die Entwicklung des „Technologieparks Funkerberg“ auf dem ehemaligen Funkergelände. Dazu wurde im Jahr 2018 mit der Erschließung des ersten Bauabschnittes begonnen.
Des Weiteren ist Königs Wusterhausen Teil der „Energieregion Lausitz“, die durch neue Technologien, durch die Wissens- und Informationsgesellschaft, durch neue Verkehrsanbindungen und durch die erleichterte Mobilität innerhalb der Europäischen Union neue Entwicklungschancen schaffen und nutzen will. Königs Wusterhausen soll dabei vor allem von folgenden Projekten profitieren:
- Einsatz für den Ausbau der Strecke Berlin – Cottbus – Forst(Lausitz) auf 160 km/h (Ausbau im Bereich Königs Wusterhausen – Lübbenau erfolgt seit Mai 2010)[84]
- Stärkung des Hafens Königs Wusterhausen als Kompetenzbereich Biomasse inkl. weiterem Ausbau zum Biomasseverarbeitungszentrum Königs Wusterhausen / Wildau[85] (Eröffnung der zweiten Baustufe im Mai 2010[86])
- Weiterentwicklung von Wasser-, Rad- und Zieldestinationstourismus[87]

Im Rahmen eines von der Stadt beauftragten Integrierten Stadtentwicklungskonzeptes wurde als einer von drei Schwerpunkten die Stärkung als dynamischer Wirtschaftsstandort hervorgehoben. Dazu gehört neben der Ausnutzung der räumlichen Nähe zum Flughafen sowohl die Stärkung der technischen und verkehrlichen Voraussetzungen für Wirtschaftsaktivitäten als auch die Erweiterung des Hafengeländes mit einer Verlängerung der Kaianlage und der Anlage eines Wendebeckens. Neben der Ausweitung von Gewerbeflächen im Hafengelände wurden für Unternehmen ohne maritimen Bezug weitere Gewerbegebiete im Stadtgebiet ausgewiesen und erschlossen:
- Gewerbegebiet Zeesen „Schütte-Lanz“ mit 25 ha Bruttobaufläche
- Gewerbegebiet Königspark mit 60 ha Bruttobaufläche
- Hafen Königs Wusterhausen mit 45 ha Bruttobaufläche
- Gewerbegebiet Niederlehme mit 45 ha Bruttobaufläche
- Gewerbegebiet Zernsdorf mit 15 ha Bruttobaufläche

Das Gewerbegebiet in Zeesen ist dabei das erste seiner Art in Brandenburg, das komplett vermarktet wurde.

### Verkehr

#### Schienenverkehr

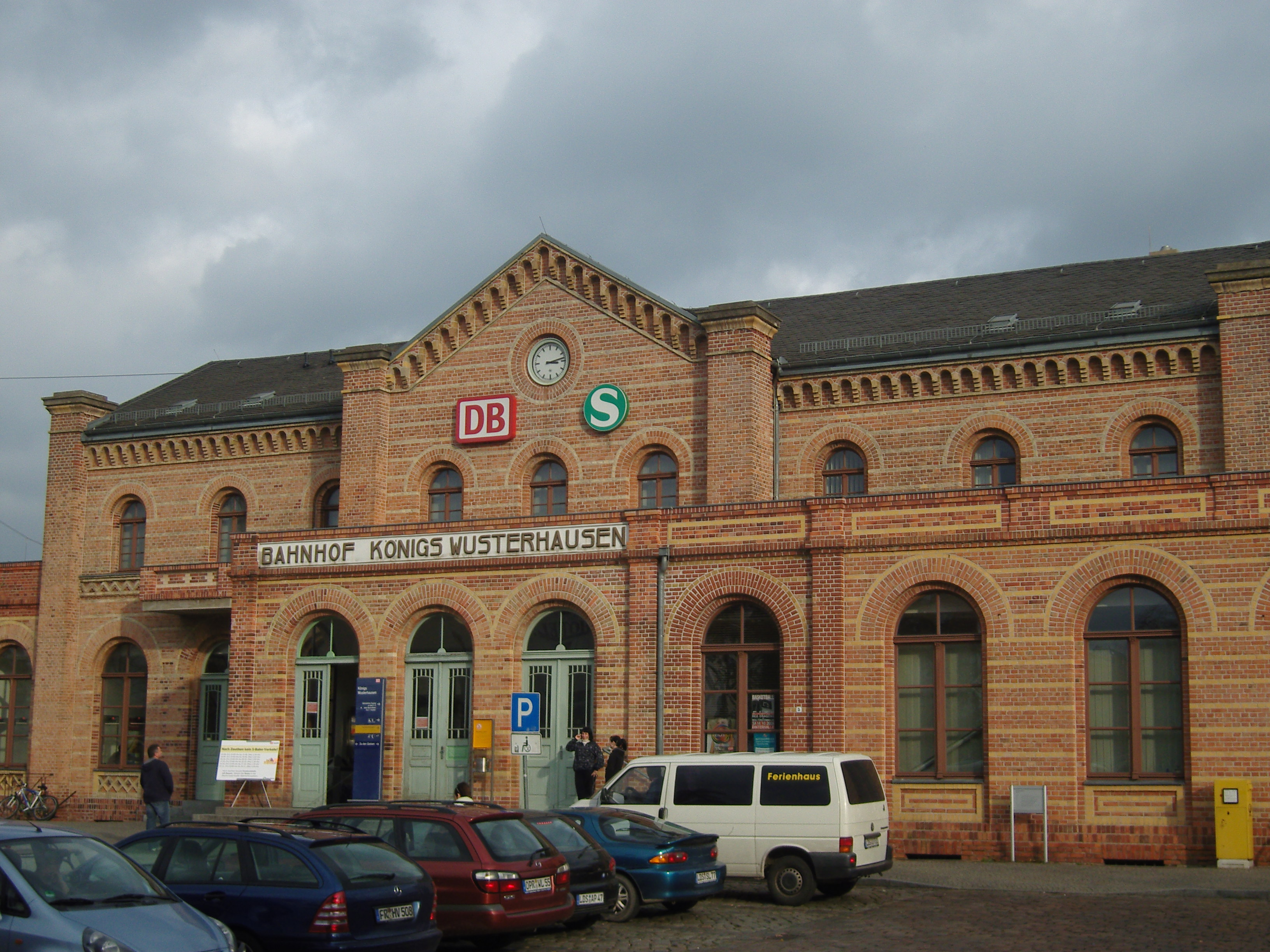
Bahnhof Königs Wusterhausen

Der Bahnhof Königs Wusterhausen besteht seit 1866 an der Bahnstrecke Berlin–Görlitz, sein Empfangsgebäude steht mittlerweile unter Denkmalschutz. 1894 kam eine weitere Strecke nach Töpchin sowie 1898 die Bahnstrecke nach Beeskow hinzu. 1951 wurde die Stadt an das elektrisch betriebene Netz der Berliner S-Bahn angebunden. Der Bahnhof Königs Wusterhausen ist Endstation der S-Bahn-Linie S46 von Berlin-Westend. Er wird von mehreren Regional-Express- bzw. Regionalbahnlinien, sowie von vereinzelten Intercity-Zügen bedient.
Durch Eingemeindungen sind weitere Bahnhöfe und Haltepunkte in das Stadtgebiet eingegliedert worden. Somit verfügt Königs Wusterhausen über folgende Stationen:
- Königs Wusterhausen (Bahnhof)
- Zeesen (Haltepunkt, RE 7)
- Kablow (Haltepunkt, RB 36)
- Niederlehme (Haltepunkt, RB 36)
- Zernsdorf (Bahnhof, RB 36)

#### Öffentlicher Nahverkehr
Der öffentliche Personennahverkehr wird unter anderem durch den PlusBus des Verkehrsverbund Berlin-Brandenburg erbracht. Folgende Verbindungen führen, betrieben von der Regionale Verkehrsgesellschaft Dahme-Spreewald und Busverkehr Oder-Spree, ab Königs Wusterhausen:
- Linie 428: Königs Wusterhausen – Niederlehme – Ziegenhals – Wernsdorf – Neu Zittau – Erkner
- Linie 735: Königs Wusterhausen – Wildau A10 Center – Miersdorf – Schulzendorf – Flughafen Berlin Brandenburg
- Linie 736: Königs Wusterhausen – Wildau S-Bahnhof – Miersdorf – Schulzendorf – Flughafen Berlin Brandenburg

Am Bahnhof gibt es zwei Abfahrtsbereiche westlich und östlich der Bahn, diese sind durch eine Fußgängerunterführung unter den Gleisen des Bahnhofs verbunden. Sie sind der zentrale Umsteigepunkt für die Buslinien im Raum Königs Wusterhausen, darunter eine Direktverbindung nach Berlin-Schmöckwitz sowie einer Nachtbuslinie zum Flughafen Berlin Brandenburg.

#### Individualverkehr
Königs Wusterhausen liegt an der B 179 zwischen der Autobahnanschlussstelle Königs Wusterhausen und Märkisch Buchholz, der Landesstraße L 30 zwischen Erkner und Mittenwalde sowie der L 40 zwischen Dahlewitz und Storkow.
Die nächstgelegenen Autobahnanschlussstellen sind Königs Wusterhausen an der A 10 (südlicher Berliner Ring) und Ragow an der A 13 (Berlin–Dresden).

#### Schiffsverkehr

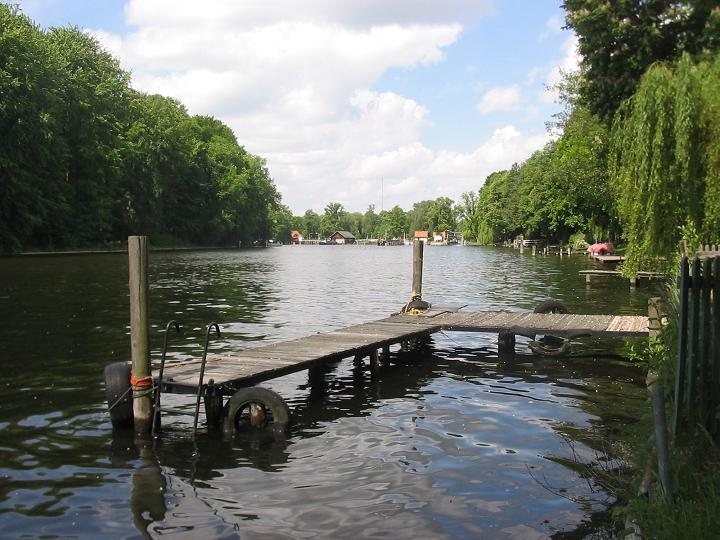
Staabe (Teil der Dahme) in Neue Mühle

Der Hafen Königs Wusterhausen ist der größte in Brandenburg und auch überregional bedeutsam. Hier wird unter anderem ein Großteil der Versorgung Berliner Kraftwerke mit Braunkohle sowie der Umschlag von Biomasse abgewickelt. Er verfügt über Verbindungen zur Dahme, dem Nottekanal und der Spree. Dies ermöglicht den Zugang zu international wichtigen Wasserstraßen. 2012 wurde der Nordhafen erweitert, dabei wurden zahlreiche archäologische Funde freigelegt.

#### Luftverkehr
Königs Wusterhausen liegt unmittelbar südöstlich des internationalen Flughafens Berlin Brandenburg.
Rund 15 km östlich befindet sich der Flugplatz Friedersdorf (EDCF). Der Luftsportclub Interflug Berlin e. V. betreibt hier überwiegend Segelflug.

### Bildung

Das denkmalgeschützte Gebäude der Brandenburgischen Schule für Blinde und Sehbehinderte

#### Hochschulen
Königs Wusterhausen ist Hochschulort als Sitz der Fachhochschule für Finanzen, einer Hochschule des öffentlichen Dienstes des Landes Brandenburg. An ihr werden die Finanzbeamten des gehobenen Dienstes der Länder Berlin, Brandenburg und Sachsen-Anhalt sowie des Bundeszentralamtes für Steuern ausgebildet. Verbunden mit der Fachhochschule sind die Landesfinanzschule, das Fortbildungszentrum der Finanzverwaltung Brandenburg, die Landesakademie für öffentliche Verwaltung des Landes Brandenburg und die Justizakademie des Landes Brandenburg. Gemeinsam bilden sie das Aus- und Fortbildungszentrum (AFZ) Königs Wusterhausen.
Daneben gibt es in Königs Wusterhausen folgende weitere Schulen:

#### Gymnasien

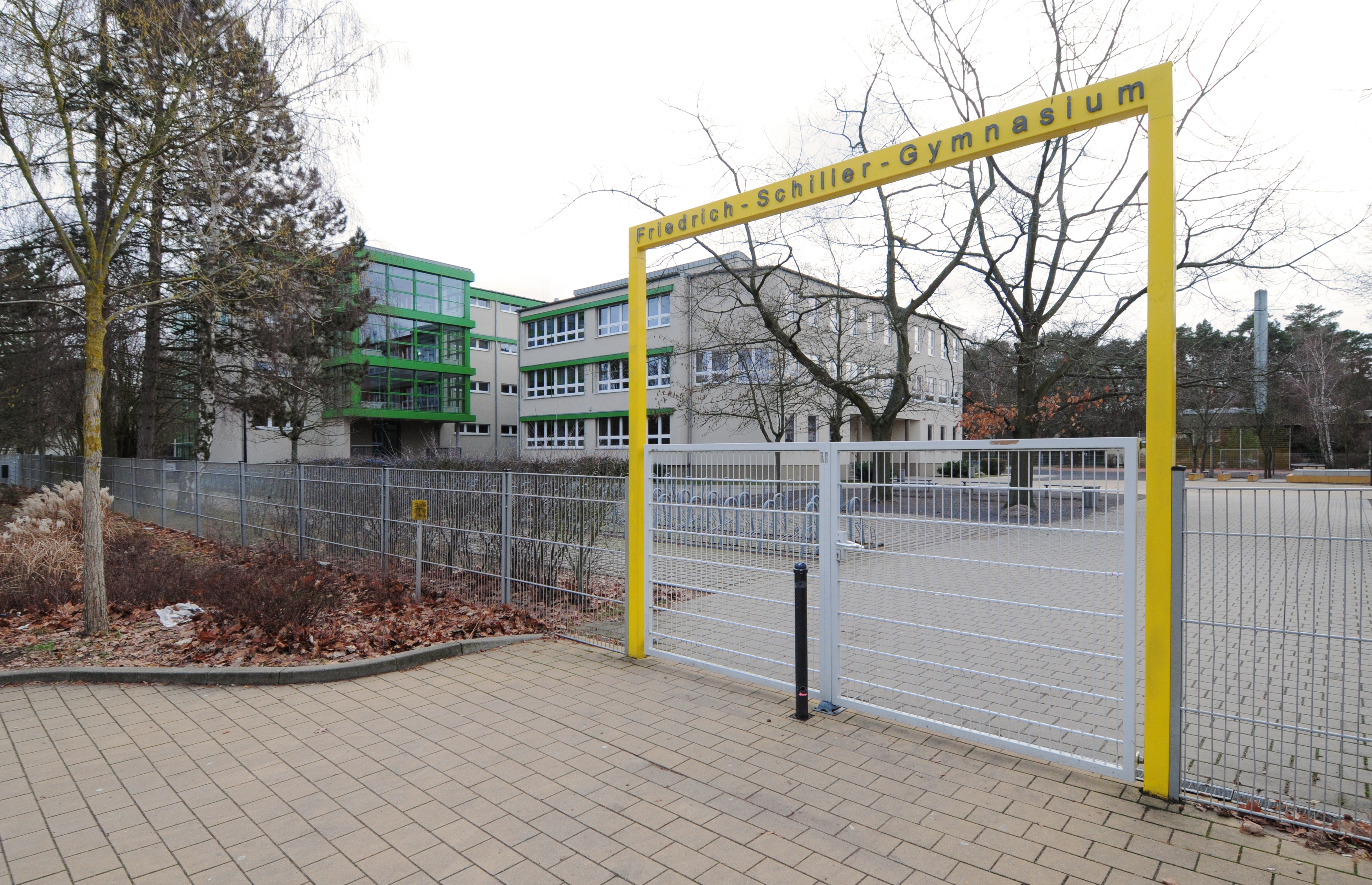
Friedrich-Schiller-Gymnasium

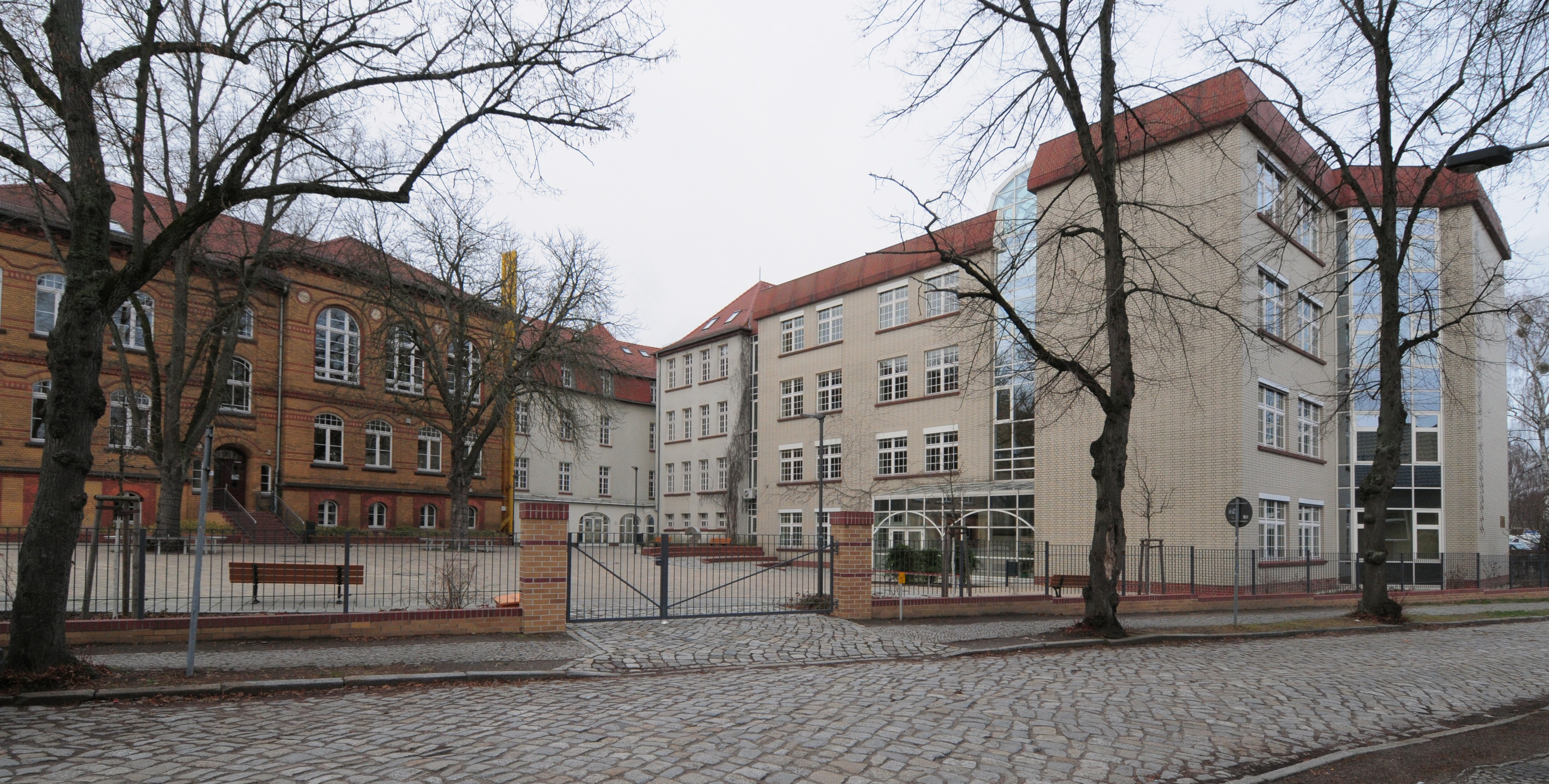
Friedrich-Wilhelm-Gymnasium

- Friedrich-Schiller-Gymnasium
- Friedrich-Wilhelm-Gymnasium

#### Gesamtschulen
- Staatliche Gesamtschule Königs Wusterhausen
- Gesamtschule Königs Wusterhausen der Fürstenwalder Aus- und Weiterbildungszentrum (FAWZ) gGmbH (private Schule)

#### Oberschulen
- Brandenburgische Schule für Blinde und Sehbehinderte (mit der Möglichkeit der Erlangung des Abiturs)

#### Grundschulen
- Erich-Kästner-Grundschule
- Wilhelm-Busch-Grundschule
- Grundschule Fontane in der Gemarkung Ziegenhals (Ortsteil Wernsdorf)
- Grundschule am Krimnicksee im Ortsteil Senzig
- Grundschule Zeesen
- Grundschule Zernsdorf
- Freie Montessori Grundschule Königs Wusterhausen der FAWZ gGmbH (private Schule) Ortsteil Niederlehme

#### Förderschulen
- Schule mit dem sonderpädagogischen Förderschwerpunkt „Sehen“
- Schule mit dem sonderpädagogischen Förderschwerpunkt „Lernen“
- Allgemeine Förderschule Königs Wusterhausen

#### Weiterbildende Schulen
- Oberstufenzentrum Dahme-Spreewald (einer von drei Standorten im Landkreis Dahme-Spreewald)
- Kreismusikschule Dahme-Spreewald (eine von drei Bildungsstellen im Landkreis Dahme-Spreewald)
- Volkshochschule Dahme-Spreewald (einer von zwei Standorten im Landkreis Dahme-Spreewald)
- Schule des Zweiten Bildungsweges Dahme-Spreewald

### Sport

Die Paul-Dinter-Halle in Königs Wusterhausen

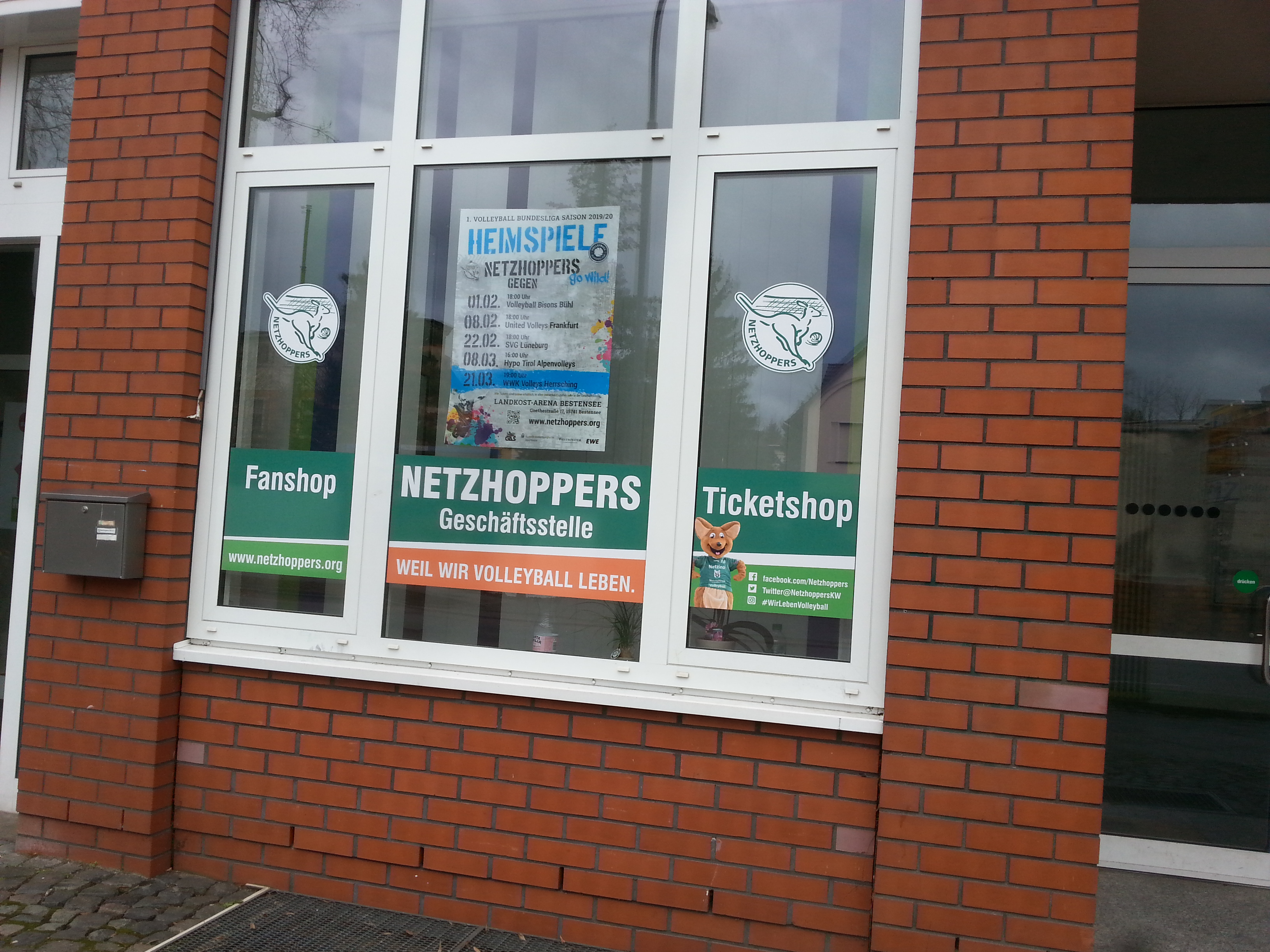
Geschäftsstelle der Netzhoppers Königs Wusterhausen in der Eichenallee 1b

In Königs Wusterhausen bestehen vier Landesstützpunkte des Landessportbundes Brandenburg:
- Behindertensport
- Rudern (zusammen mit Rüdersdorf)
- Tanzen/Rock ’n’ Roll
- Volleyball der Männer

Die wichtigsten Vereine aus Königs Wusterhausen sind (alle Angaben für die Saison 2014/15):
- Volleyball – Der erfolgreichste Sportverein der Stadt ist das Volleyballteam Netzhoppers Königs Wusterhausen, das in der ersten Bundesliga (Männer) spielt. Spielstätte ist seit der Saison 2023/24 die Paul-Dinter-Halle in Königs Wusterhausen.
- Fußball – Der FSV Eintracht 1910 Königs Wusterhausen ist in der Landesklasse Brandenburg vertreten. Zu DDR-Zeiten spielte man unter dem Namen SG Dynamo Königs Wusterhausen 1974–1984 in der Bezirksliga Potsdam. Der Verein ist für seine Nachwuchsarbeit bekannt. Mehrere Talente schafften zu DDR-Zeiten den Sprung in die Nachwuchsabteilung des BFC Dynamo und der BSG Stahl Brandenburg. Einige spielten auch in DDR-Nachwuchsauswahlteams. In der jüngeren Vergangenheit schafften es mehrere Spieler in die Brandenburgauswahl. Spielstätte ist der Sportplatz im Ortsteil Zeesen (Karl-Liebknecht-Straße 156), wo sich auch das Vereinsheim befindet.
- Basketball – Die WSG 1981 Königs Wusterhausen (Red Dragons) spielt in der 1. Regionalliga Nord (Herren).
- Hockey – Der HC Königs Wusterhausen ist sowohl auf dem Feld als auch in der Halle aktiv.
  - Feldhockey – Die Herrenmannschaft spielt in der 2. Verbandsliga Berlin, die Damenmannschaft nimmt am Spielbetrieb der 1. Verbandsliga Berlin teil.
  - Hallenhockey – Die Herrenmannschaft spielt in der Regionalliga Ost, die Damenmannschaft in der 1. Verbandsliga Berlin.
- Kegeln – Die 1. Herrenmannschaft des MPSV 95 Königs Wusterhausen ist in der Landesliga Brandenburg aktiv.
- Goalball – Die Mannschaft des SSV Blindenschule e. V. Königs Wusterhausen ist mehrfacher deutscher Meister (1998–2001 und 2008–2010). Der Verein stellt einige Spieler der Nationalmannschaft.
- Radsport – Der RSV '93 Königs Wusterhausen/Wildau ging aus der Sektion Radsport der BSG Motor Wildau hervor. Mitbegründer war der Friedensfahrer Paul Dinter. Jedes Jahr wird im Frühjahr die Radtourenfahrt „Vor den Toren Berlins“ vom Verein ausgerichtet (im Jahr 2014 zum 24. Mal).

## Persönlichkeiten

### Söhne und Töchter der Stadt
- Kurt von Schwerin (1817–1884), General der Infanterie
- Walter Schramm-Dunker (1890–1944), Schauspieler, Sänger und Theaterregisseur
- Martha Grasse, verh. Gollmitz (1901–?), Leichtathletin
- Fritz Tschirch (1901–1975), Sprachwissenschaftler
- Walter H. J. Riedel (1902–1968), Ingenieur, Chefdesigner der ballistischen V2-Rakete
- Ludwig Beutin (1903–1958), Pädagoge und Wirtschaftshistoriker
- Wolf-Herbert Deus (1904–1983), Archivar
- Heinz Grießmann (1909–1988), Chirurg und Urologe in Neumünster
- Klaus Koker (1935–1996), Grafiker
- Axel Schulz (1937–2012), Bildhauer und Grafiker
- Brigitte Martin (* 1939), Schriftstellerin
- Jörg Schmidt-Reitwein (1939–2023), Kameramann
- Michael Klöcker (* 1943), Religionshistoriker
- Rainer Sander (* 1943), Jazzmusiker und Arzt
- Jörg H. Trauboth (* 1943), Autor, Krisenmanager und ehemaliger Generalstabsoffizier
- Harold Hammer-Schenk (* 1944), Kunsthistoriker und Hochschullehrer
- Heinrich Mederow (* 1945), Ruderer, Bronzemedaillengewinner bei den Olympischen Spielen 1972
- Raimund Tomczak (* 1947), Politiker (FDP)
- Lutz Franzke (* 1953), Bürgermeister von 2009 bis 2017
- Christoph Niemann (* 1953), Kontrabassist
- Ditmar Wick (* 1953), Sportwissenschaftler und Hochschullehrer
- Hans-Martin Tillack (* 1961), Journalist
- Petra Kasch (* 1964), Schriftstellerin
- Dirk Zingler (* 1964), Unternehmer und Präsident des 1. FC Union Berlin
- Simone Bär (1965–2023), Castingdirektorin
- Oliver Wachlin (1966–2017), Schriftsteller und Drehbuchautor
- Marek Kalbus (* 1969), Opern- und Konzertsänger
- Reiko Füting (* 1970), Komponist
- Claudia Reh (* 1970), Lichtkünstlerin
- Mike Jesse (* 1973), Fußballspieler
- Sabine Jünger (* 1973), Politikerin (Die Linke)
- Sandra Keller (* 1973), Schauspielerin
- Halina Wawzyniak (* 1973), Politikerin (Die Linke)
- Jakob Kranz (* 1974), Rundfunkmoderator und -redakteur
- Andreas Krause (* 1974), Forstwissenschaftler und Hochschullehrer
- Daniel Schulle Schulz (* 1974), Sänger
- Judith Arndt (* 1976), Radrennfahrerin
- Ines Seiler (* 1978), Politikerin (SPD)
- Felix Poplawsky (* 1979), Kameramann
- Wenke Christoph (* 1981), Politikerin (Die Linke)
- Linda Teuteberg (* 1981), Politikerin (FDP)
- Paul-Georg Dittrich (* 1983), Theaterregisseur
- Tim Uhlenbrock (* 1985), Sänger und Schauspieler
- Kristin Suckow (* 1989), Schauspielerin
- Volkmar Leif Gilbert (* 1991), Schauspieler
- Theo Timmermann (* 1996), Volleyballspieler
- Gian-Luca Berger (* 2002), Volleyballspieler

### Mit der Stadt verbundene Persönlichkeiten
- Jacob Paul von Gundling (1673–1731), Historiker, während der Sitzungen des Tabakskollegiums Opfer der Demütigungen durch Friedrich Wilhelm I.[97]
- Friedrich von Raumer (1781–1873), Historiker und Politiker, Chef eines Departements der Domänenkammer zu Wusterhausen (1806–1808)
- Gustav Knak (1806–1878), Theologe und Religionslehrer an der Schola Collecta (1829–1833)
- Gotthilf Ludwig Möckel (1838–1915), Architekt der Blindenanstalt (1908–1909)
- Werner von Veltheim (1843–1919), Schlosshauptmann des Schlosses Königs Wusterhausen
- Curt von François (1852–1931), Gründer der namibischen Hauptstadt Windhoek, hier verstorben
- Walter Kern (1860–1918), Architekt für den Umbau einer Schule in der Stadt (Anfang 20. Jahrhundert)
- Bernhard Grund (1872–1950), Unternehmer und Politiker (DDP), hier verstorben
- Carl Kühn (1873–1942), Architekt der katholischen Kirche St. Elisabeth
- Hermann Giess (1875–1963), Kommandeur einer Funkabteilung (1914–1915)
- Hermann Honnef (1878–1961), Miterbauer des Mittelturms der Sendeanstalt (1925) und Windkraftpionier
- Egbert von Lepel (1881–1941), Funktechniker, arbeitete zwischen 1913 und 1917 am Aufbau der Heeresfunkzentralstelle auf dem Funkerberg
- Bruno Buch (1883–1938), Architekt des Großrundfunksenders im Ortsteil Zeesen (1927)
- Gustav Bohadti (1883–1969), Fachbuchautor, arbeitete bis 1912 als Setzer und Drucker beim Hersteller der hiesigen Lokalzeitung
- Erwin Hahs (1887–1970), Maler und Bühnenbildner, Professor an der Kunsthochschule Burg Giebichenstein Halle, wohnte seit 1956 bis zu seinem Tod im Ortsteil Zernsdorf
- Joachim von der Goltz (1892–1972), Schriftsteller, arbeitete als Referendar in der Stadt[97]
- Paul Dessau (1894–1979), Komponist, hier verstorben
- Hans Pfeiffer (1895–1968), Politiker (KPD), lebte von 1945 bis zu seinem Tod im Ortsteil Zeesen
- Adolf Raskin (1900–1940), Intendant des Kurzwellenrundfunksenders im Ortsteil Zeesen
- Iris Hahs-Hofstetter (1908–1986), Malerin und Grafikerin, lebte von 1956 bis zu ihrem Tod im Ortsteil Zernsdorf
- Heinz Hohoff (1910–1943), Politiker (NSDAP), legte hier sein Abitur ab
- Eberhard Rebling (1911–2008), Musikwissenschaftler, hier verstorben
- Günter Hofé (1914–1988), Verlagsleiter und Schriftsteller, hier verstorben
- Paul Dinter (1922–2001), Radrennfahrer, lebte seit 1924 in der Stadt und in Nachbarorten
- Horst Jänicke (1923–2006), Leiter der Landesverwaltungsschule in der Stadt (1950er Jahre)
- Dieter Noll (1927–2008), Schriftsteller, lebte im Ortsteil Wernsdorf
- Siegfried Stöckigt (1929–2012), deutscher Pianist, lebte zuletzt in der Stadt
- Bodo Mros (* 1930), Mediziner, lebt im Ortsteil Zernsdorf
- Günther Maleuda (1931–2012), Politiker (Die Linke), stellvertretender Vorsitzender des Kreislandwirtschaftsrates (1957–1967)
- Paul Söding (* 1933), wohnt hier seit 1992, von 1992 bis 1998 Leiter des DESY-Instituts in Zeuthen
- Holm Vogel (* 1939), Organist, 1958 Abitur an der Blindenschule der Stadt
- Konrad Zimmermann (* 1940), Archäologe, wuchs hier auf, legte in der Stadt 1959 sein Abitur ab
- Ottomar Rodolphe Vlad Dracula Prinz Kretzulesco (1940–2007), adoptierter Nachfahre des Adelsgeschlechts Dracula, Schlossbesitzer in Schenkendorf, in der Stadt verstorben
- Helmut Scholz (* 1954), Politiker (Die Linke), legte hier 1972 sein Abitur ab
- Clemens Alexander Wimmer (* 1959), Gartenplaner, rekonstruierte im Jahr 2000 den Schlosspark
- Regina Vollbrecht (* 1976), blinde Leichtathletin, Weltrekordhalterin im Blinden-Marathon, bis 1996 Ausbildung in der Stadt
- Joana Zimmer (* 1982), Sängerin, Abitur an der Schule für Blinde und Sehbehinderte
- Danae Dörken (* 1991), Pianistin, lebt in Königs Wusterhausen
- Kevin Teller (* 1997), Webvideoproduzent, in Königs Wusterhausen aufgewachsen

## Sonstiges
Der deutsche Rapper Karate Andi würdigt Königs Wusterhausen in seinem Stück Gott sieht alles: „Du würdest gerne mit dem Feuilleton ein’ saufen / Doch du Blödmann liegst da draußen, so wie Königs Wusterhausen.“